# Corumbá
Corumbá (Banco de Cascalho no idioma tupi-guarani; pron. AFI: [koɾũˈba]) é um município brasileiro do estado de Mato Grosso do Sul, Região Centro-Oeste do país. Possuía, de acordo com estimativas de 2018 do IBGE, uma população de 110 806 habitantes distribuídos por 32 259 domicílios, sendo o quarto município mais populoso de Mato Grosso do Sul. É também o 18º mais populoso do Centro-Oeste do Brasil, o 5º município fronteiriço mais populoso do Brasil (único de toda a Região Centro-Oeste a fazer fronteira com dois países) e o 285º município brasileiro em termos de população, com densidade demográfica de quase 1,80 hab/km². Com  uma área de 64 721,719 km² (superior à de países como Suíça, Eslovénia e Estónia), em termos de área, Corumbá é o 11º maior município brasileiro e o maior do Mato Grosso do Sul e da Região Centro-Oeste.
É uma das mais antigas cidades conservadas deste Estado considerando a data de fundação do Forte Coimbra de 13 de setembro de 1775. A criação da cidade de Santiago de Xerez de 1593 e das instalações de povoações jesuíticas da ocupação espanhola mesmo anteriores ao forte foram destruídas por bandeirantes luso-paulistas, mas com Camapuã ainda existente atualmente construída em 1650. E as disputas por território entre portugueses e espanhóis estão na origem da cidade cujo primeiro vilarejo surgiu em 1778, com o nome de Vila de Nossa Senhora da Conceição de Albuquerque, fundada pelo sargento-mor Marcelino Rois Camponês, a mando do Governador da Capitania de Mato Grosso, o Capitão-General Luís de Albuquerque de Mello Pereira e Cáceres. A cidade sempre foi muito estratégica regionalmente para a entrada das mercadorias europeias e sua localização, após a serra de Albuquerque (que finaliza o Pantanal ao sul), no último trecho facilmente navegável do Rio Paraguai para embarcações de maior calado e a beira do Pantanal, que lhe garantiu um rápido e rico crescimento entre o final do século XIX e começo do século XX, quando a borracha da Amazônia passou também a ser exportada por ali. Era também um importante entreposto fluvial de Cuiabá e Cáceres, ambas importantes centros fluviais da região numa época em que só se chegava a Corumbá pelo rio, o que fez com que fosse centralizado temporariamente ali o parlamento estadual (nessa época por pouco Corumbá não foi a capital do estado).
É o mais importante porto do estado de Mato Grosso do Sul e um dos mais importantes portos fluviais do Brasil e do mundo. Situada na margem direita do rio Paraguai e também na tríplice fronteira entre o Brasil, o Paraguai e a Bolívia, Corumbá é considerada o primeiro pólo de desenvolvimento da região. Segundo o IBGE, em 2014 Corumbá possuía um PIB de cerca de R$ 3,1 bi, representando cerca de 4% do total das riquezas produzidas no estado e cerca de 0,06% do total nacional. Com isso, o município ficou em quarto lugar no estado, logo atrás da capital, Dourados e Três Lagoas. Existe uma conurbação de Corumbá com mais 3 cidades: Ladário, Puerto Suarez e Puerto Quijarro. Com isso existe uma rede urbana de cerca de 150 000 pessoas, sendo atendida por dois aeroportos: Corumbá e Puerto Suárez. Com arrecadação de mais de 300 milhões de reais em 2012, o município de Corumbá atingiu a condição de quarta cidade com maior potencial de consumo no Estado e 318º entre as 500 com maior potencial de consumo do País com ipc de 0,044% em 2014. A cidade também é a 149ª menos violenta entre os municípios brasileiros com mais de 100 mil habitantes considerando mortes por agressão (homicídios) e em mortes violentas por causas indeterminadas (MVCI), onde registrou no estudo 34 assassinatos (31,3 mortes por 100 mil habitantes) segundo estudo do Instituto de Pesquisa Econômica Aplicada (IPEA)
Corumbá é uma cidade conhecida por sua diversidade cultural, com influências  indígenas, sul-americanas (paraguaios, bolivianos), árabes, italianas e portuguesas, que se expressam na sua culinária e na sua música. É um destino turístico importante, graças aos seus vários eventos, destacando-se o Carnaval, o Festival América do Sul, o Festival Latino Americano de Arte e Cultura, entre outros. Corumbá possui vários cognomes, que descrevem características locais. Entre elas as mais conhecidas são Capital do Pantanal (pois é a principal e mais importante zona urbana do território pantaneiro e por abrigar 60% da mesma região), Cidade Branca (da cor clara de sua terra, pois está assentada sobre uma formação de calcário, que dá a cor clara as terras), Triplice-Fronteira do Centro-Oeste (única cidade da Região Centro-Oeste do Brasil nessa situação), Capital Portuária do Centro-Oeste (principal porto da mesma região) e Capital Fronteiriça do Centro-Oeste (principal cidade fronteiriça da região). O nome da cidade é abreviado geralmente para CRBÁ ou CMB.

## História

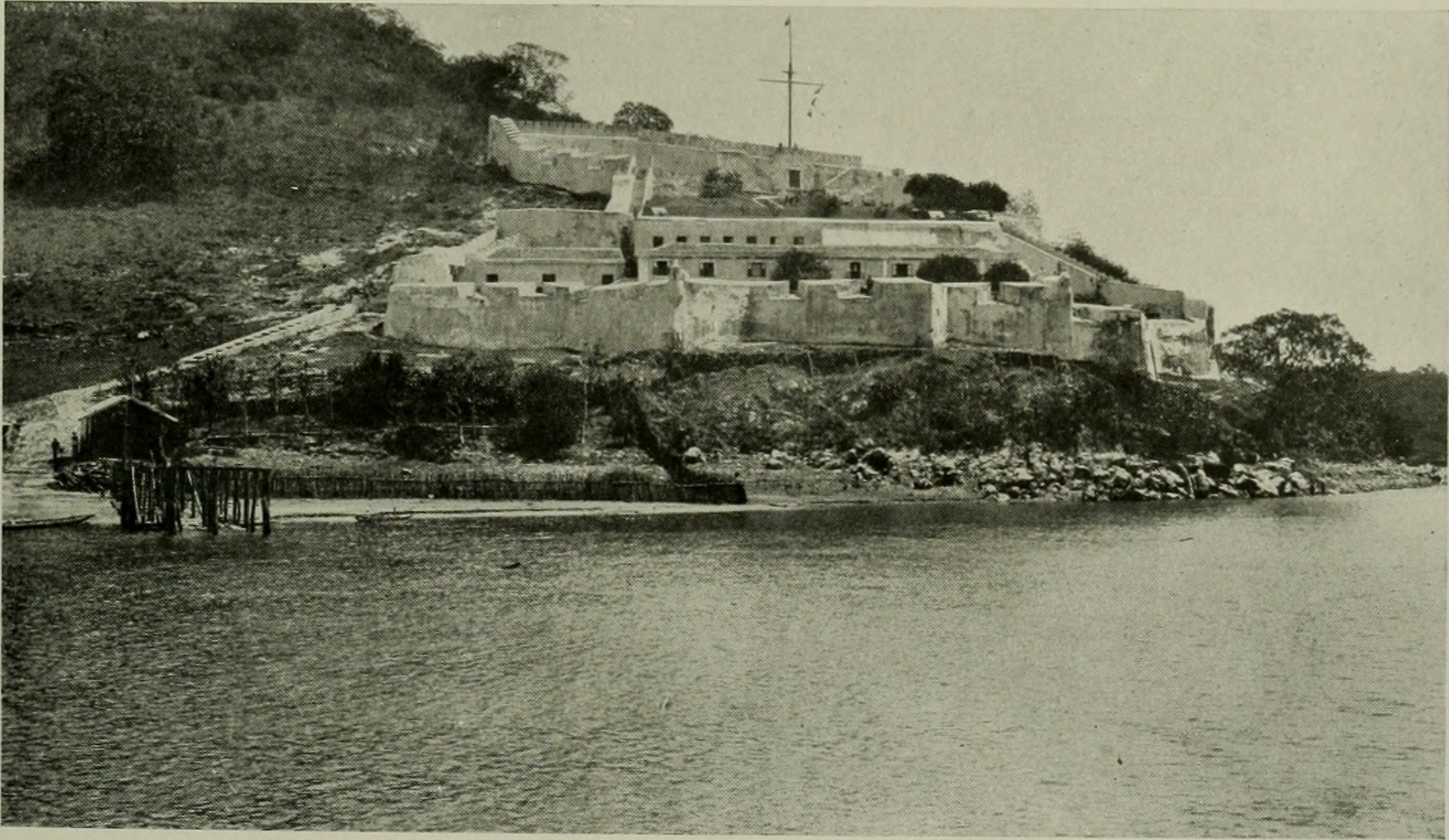
Forte Coimbra em 1900

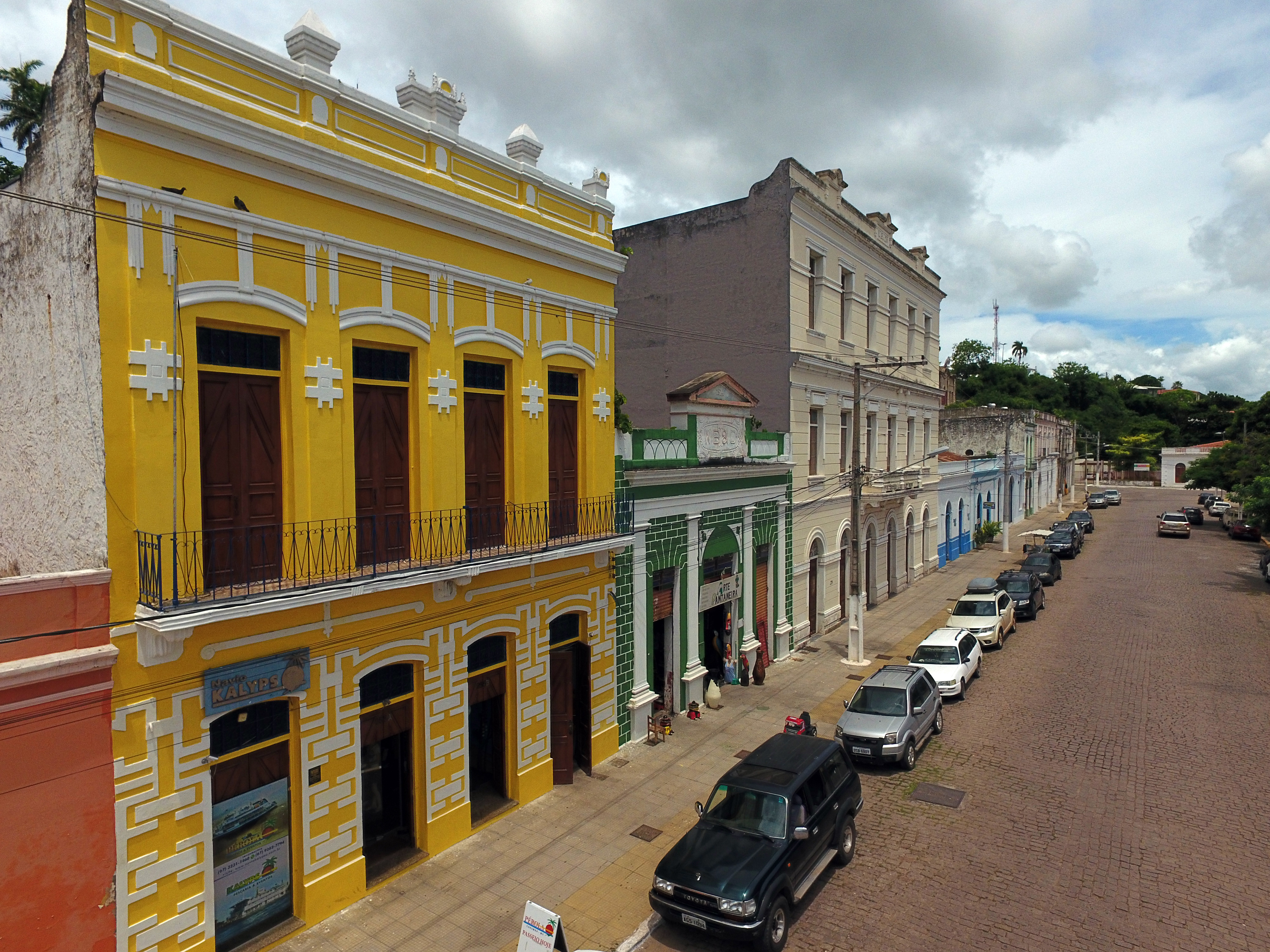
Prédios históricos no Porto Geral

A etimologia do topônimo Corumbá origina-se do termo "curiba", que segundo os dicionários Nhêengatu reportam ao que tem volume e é úmido. As serras do grupo Jacadigo, que se distribuem em partes brasileira e boliviana, o Maciço do Urucum sendo uma delas, tendo as mais altas do Mato Grosso do Sul, são conhecidas por serem grandes volumes de onde se brota água. Segundo Campestrini e Guimarães apud Isquerdo, o Almirante Leverger, governador de Mato Grosso e Barão de Melgaço, em seus escritos, chama Corumbá a parte setentrional das serras Albuquerque (Jacadigo).

### Origens
Dos registros arqueológicos e conhecimentos que se tem sobre o Pantanal, sabe-se que foi povoado por grupos indígenas das línguas Arawak, Guaicuru, Jê, Macro-Jê, Tupi Guarani e Zamuco. Sítios arqueológicos registram a presença dos povos indígenas que ocupavam a região antes da colonização. A diversidade de sítios, tanto de habitação, quanto de cemitérios, revela culturas amazônicas, da platina e do chaco.

Vista de Corumbá, anos 1930. Arquivo Nacional.

Porto de Corumbá, anos 1930. Arquivo Nacional.

No século XVIII, visando a um tratado de limites existente, foi fundado pelos espanhóis em 1774 um povoado na foz de Ipané. Em 13 de setembro de 1775 foi oficialmente fundado o Forte Coimbra para a defesa da região. Em 21 de setembro de 1778, efetuou-se a ocupação do local onde se localiza atualmente Corumbá (Em 2 de setembro o local onde se encontra atualmente Ladário começou a ser povoado). Nessa mesma data, a mando do Governador da Capitania de Mato Grosso (o Capitão-General Luís de Albuquerque de Mello Pereira e Cáceres), o sargento-mor Marcelino Rois Camponês, que comandava uma expedição militar, adquiriu a posse da região para a Coroa Portuguesa, fundando o local e batiza  de 1878, pela lei nº 525, é elevada à categoria de cidade. Já no fim do século XIX, o porto fluvial de Corumbá era o terceiro maior da América Latina e movimentava pelos vapores da rota Europa/Brasil o comércio de peles, charques e outras riquezas da região.

## Geografia

### Localização
O município de Corumbá está situado no sul da região Centro-Oeste do Brasil, sendo fronteiriço com a Bolívia e o Paraguai, estando a cidade localizada à beira do rio Paraguai. O município é também ponto de parada da ligação ferroviária entre o Brasil e a Bolívia, sendo a última cidade brasileira antes do território boliviano, do qual se separa por fronteira seca. Corumbá abrange 60% do Pantanal sul-mato-grossense, 37% do Pantanal brasileiro, 30% do Pantanal sul-americano e algo em torno de 10% do Chaco sul-americano. Sendo assim, considerada a capital do pantanal e a principal cidade às margens do rio Paraguai depois de Assunção, no Paraguai. Dentro do município está localizada a cidade de Ladário, que faz divisa apenas com Corumbá. Localiza-se na latitude de 19º00’33” Sul e longitude de 57°39’12” Oeste. Distâncias:
- 420 km da capital estadual (Campo Grande)
- 1 445 km da capital federal (Brasília).

De acordo com a divisão regional vigente desde 2017, instituída pelo IBGE, o município pertence às Regiões Geográficas Intermediária e Imediata de Corumbá. Até então, com a vigência das divisões em microrregiões e mesorregiões, fazia parte da microrregião do Baixo Pantanal, que por sua vez estava incluída na mesorregião dos Pantanais Sul-Mato-Grossenses.

### Geografia física

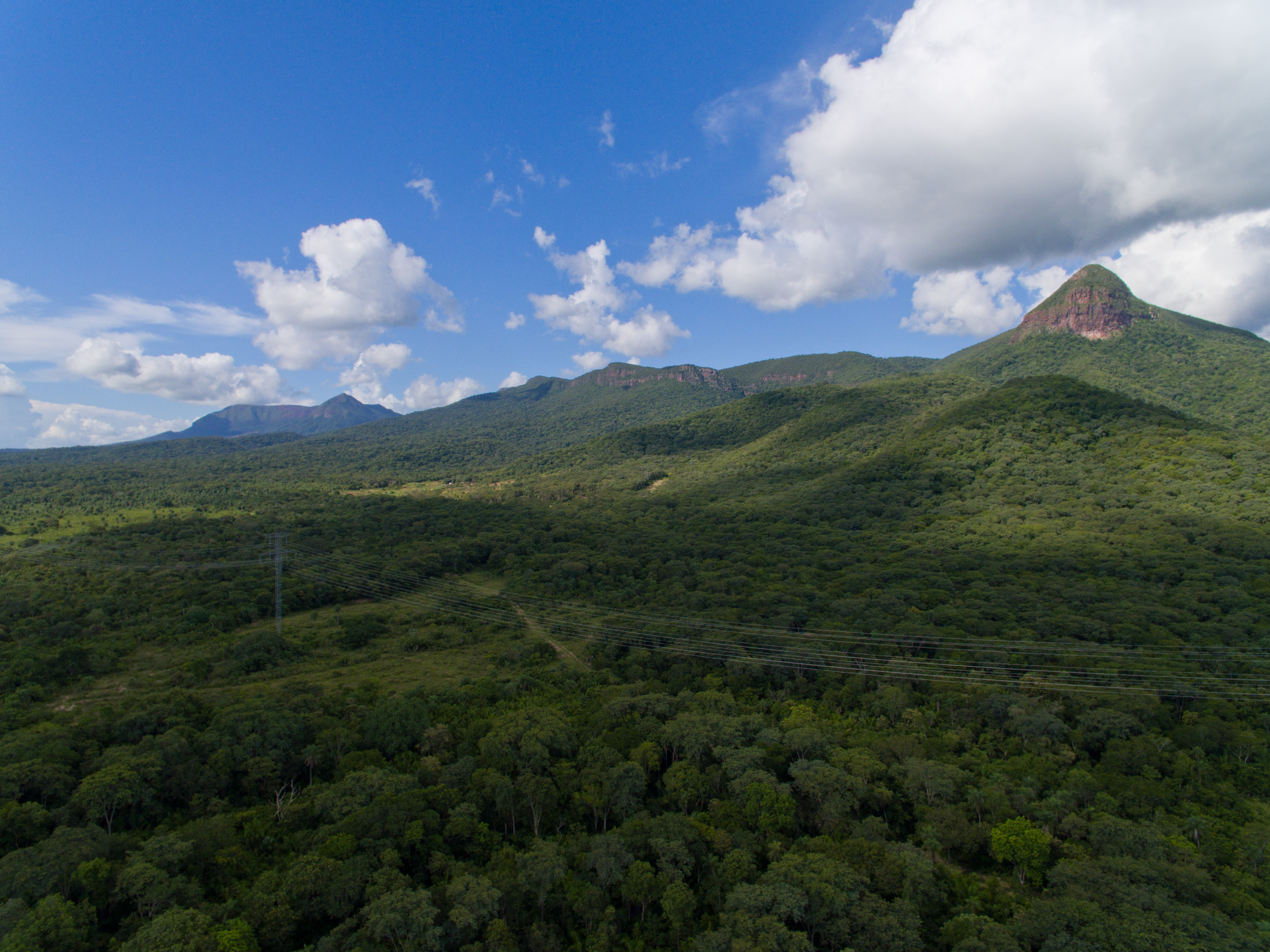
Corumbá é cercada por colinas cobertas de floresta

Os plintossolos (tipo de solo mais encontrado no pantanal) são originários de sedimentos arenoargilosos do quaternário, são pobres em húmus, com a propriedade de endurecer irreversivelmente quando submetido a ambiente oxidante e, em geral, de baixa fertilidade. A altitude na planície da região de Corumbá varia entre 100 e 200 metros. As partes mais altas que não são inundadas são chamadas de Cordilheiras (elevações arenosas, estreitas e alongadas, cobertas de vegetação do cerrado), as partes mais baixas que ficam alagadas recebem o nome de Baías (lagoas temporárias ou permanentes de dimensões e formas variadas). Corumbá está a uma altitude média de 118 metros.
O leito sinuoso e curso instável dos rios formam um grande número de ilhas, algumas de até 1 200 km² de área. O regime de fluxo de águas subterrâneas nas rochas pré-cambrianas está condicionado a existência de estruturas, que associadas às rochas carbonáticas, provocam a sua dissolução, criando aberturas maiores que facilitam o fluxo de água. As águas do rio Paraguai e do Canal do Tamengo, por apresentarem condutividade elétrica inferior a 250 mohm são classificadas como água com salinidade baixa.
O município de Corumbá possui uma vegetação rica e variada, que inclui a fauna típica de outros biomas brasileiros, como o cerrado, a caatinga e a região amazônica. A camada de lodo nutritivo que fica no solo após as inundações permite o desenvolvimento de uma rica flora. Em áreas em que as inundações dominam, mas que ficam secas durante o inverno, ocorrem vegetações como a palmeira carandá e o paratudal.

#### Clima
Corumbá possui clima tropical (do tipo Aw na classificação climática de Köppen-Geiger), com temperatura média compensada anual de 26 °C e precipitação média de 1 000 milímetros (mm) anuais, concentrados entre os meses de outubro e abril, sendo dezembro e janeiro os meses de maior precipitação. Segundo dados do Instituto Nacional de Meteorologia (INMET), referentes aos períodos de 1931 a 1966, setembro de 1974 a dezembro de 1990 e a partir de outubro de 1992, a temperatura mínima absoluta registrada em Corumbá foi de 0,8 °C em 22 de junho de 1933 e a maior atingiu 43,9 °C em 20 de setembro de 2021, sendo o recorde anterior de 43,8 °C em 15 de novembro de 1962. O maior acumulado de precipitação em 24 horas chegou a 144,9 mm em 30 de janeiro de 1987.
| Dados climatológicos para Corumbá | Dados climatológicos para Corumbá | Dados climatológicos para Corumbá | Dados climatológicos para Corumbá | Dados climatológicos para Corumbá | Dados climatológicos para Corumbá | Dados climatológicos para Corumbá | Dados climatológicos para Corumbá | Dados climatológicos para Corumbá | Dados climatológicos para Corumbá | Dados climatológicos para Corumbá | Dados climatológicos para Corumbá | Dados climatológicos para Corumbá | Dados climatológicos para Corumbá |
| Mês | Jan                               | Fev                               | Mar                               | Abr                               | Mai                               | Jun                               | Jul                               | Ago                               | Set                               | Out                               | Nov                               | Dez                               | Ano                               |
| --- | --------------------------------- | --------------------------------- | --------------------------------- | --------------------------------- | --------------------------------- | --------------------------------- | --------------------------------- | --------------------------------- | --------------------------------- | --------------------------------- | --------------------------------- | --------------------------------- | --------------------------------- |
| Temperatura máxima recorde (°C) | 41,2                              | 40,5                              | 39,3                              | 38                                | 36,9                              | 36,5                              | 36,9                              | 40,6                              | 43,9                              | 43,4                              | 43,8                              | 41,4                              | 43,9                              |
| Temperatura máxima média (°C) | 33,7                              | 33,3                              | 33                                | 31,8                              | 28,9                              | 28                                | 28,6                              | 30,5                              | 32,3                              | 34,1                              | 34                                | 34,2                              | 31,9                              |
| Temperatura média compensada (°C) | 27,9                              | 27,5                              | 27,2                              | 25,9                              | 23,3                              | 22,1                              | 22                                | 23,8                              | 25,6                              | 27,5                              | 27,7                              | 27,9                              | 25,7                              |
| Temperatura mínima média (°C) | 23,8                              | 23,7                              | 23,6                              | 21,8                              | 19,2                              | 17,9                              | 17,5                              | 18,8                              | 20,6                              | 22,8                              | 23,1                              | 23,4                              | 21,4                              |
| Temperatura mínima recorde (°C) | 14,6                              | 14,6                              | 13,3                              | 8                                 | 5,4                               | 0,8                               | 1,4                               | 3,3                               | 7                                 | 10,2                              | 10,6                              | 12                                | 0,8                               |
| Precipitação (mm) | 155,3                             | 134,3                             | 126,5                             | 65,7                              | 50,3                              | 17,3                              | 23,1                              | 26,9                              | 40,4                              | 86,2                              | 117,5                             | 154,5                             | 998                               |
| Dias com precipitação (≥ 1 mm) | 12                                | 10                                | 10                                | 6                                 | 4                                 | 2                                 | 2                                 | 2                                 | 4                                 | 7                                 | 8                                 | 10                                | 77                                |
| Umidade relativa compensada (%) | 78,9                              | 80,2                              | 81,4                              | 79,1                              | 77,9                              | 76,5                              | -                                 | 67,5                              | 63,3                              | 70,6                              | -                                 | 75,3                              | -                                 |
| Insolação (h) | 210,4                             | 185,3                             | 203,9                             | 220,4                             | 212,7                             | 204,2                             | 235,6                             | 201                               | 187,5                             | 217,5                             | 216                               | 234,1                             | 2 528,6                           |
| Fonte: INMET (normal climatológica de 1981-2010; recordes de temperatura: 1931 a 1966, 01/09/1974 a 31/12/1990 e 01/10/1992-presente) |                                   |                                   |                                   |                                   |                                   |                                   |                                   |                                   |                                   |                                   |                                   |                                   |                                   |

| Dados climatológicos para Corumbá (Nhecolândia/Fazenda Nhumirim)                               | Dados climatológicos para Corumbá (Nhecolândia/Fazenda Nhumirim) | Dados climatológicos para Corumbá (Nhecolândia/Fazenda Nhumirim) | Dados climatológicos para Corumbá (Nhecolândia/Fazenda Nhumirim) | Dados climatológicos para Corumbá (Nhecolândia/Fazenda Nhumirim) | Dados climatológicos para Corumbá (Nhecolândia/Fazenda Nhumirim) | Dados climatológicos para Corumbá (Nhecolândia/Fazenda Nhumirim) | Dados climatológicos para Corumbá (Nhecolândia/Fazenda Nhumirim) | Dados climatológicos para Corumbá (Nhecolândia/Fazenda Nhumirim) | Dados climatológicos para Corumbá (Nhecolândia/Fazenda Nhumirim) | Dados climatológicos para Corumbá (Nhecolândia/Fazenda Nhumirim) | Dados climatológicos para Corumbá (Nhecolândia/Fazenda Nhumirim) | Dados climatológicos para Corumbá (Nhecolândia/Fazenda Nhumirim) | Dados climatológicos para Corumbá (Nhecolândia/Fazenda Nhumirim) |
| Mês                                                                                            | Jan                                                              | Fev                                                              | Mar                                                              | Abr                                                              | Mai                                                              | Jun                                                              | Jul                                                              | Ago                                                              | Set                                                              | Out                                                              | Nov                                                              | Dez                                                              | Ano                                                              |
| ---------------------------------------------------------------------------------------------- | ---------------------------------------------------------------- | ---------------------------------------------------------------- | ---------------------------------------------------------------- | ---------------------------------------------------------------- | ---------------------------------------------------------------- | ---------------------------------------------------------------- | ---------------------------------------------------------------- | ---------------------------------------------------------------- | ---------------------------------------------------------------- | ---------------------------------------------------------------- | ---------------------------------------------------------------- | ---------------------------------------------------------------- | ---------------------------------------------------------------- |
| Temperatura máxima recorde (°C)                                                                | 39,9                                                             | 38,7                                                             | 39                                                               | 38,6                                                             | 36,6                                                             | 35,4                                                             | 37,4                                                             | 40,2                                                             | 41,5                                                             | 42,1                                                             | 41,1                                                             | 39,8                                                             | 42,1                                                             |
| Temperatura máxima média (°C)                                                                  | 33,3                                                             | 33                                                               | 33,3                                                             | 32,4                                                             | 29,7                                                             | 29,1                                                             | 29,8                                                             | 32,3                                                             | 33,1                                                             | 34,2                                                             | 34,1                                                             | 33,6                                                             | 32,3                                                             |
| Temperatura média compensada (°C)                                                              | 27,6                                                             | 27,5                                                             | 27,2                                                             | 25,5                                                             | 22,3                                                             | 21,2                                                             | 20,8                                                             | 22,6                                                             | 24,7                                                             | 27                                                               | 27,3                                                             | 27,6                                                             | 25,1                                                             |
| Temperatura mínima média (°C)                                                                  | 23,4                                                             | 23,4                                                             | 22,8                                                             | 20,6                                                             | 16,8                                                             | 15,5                                                             | 14,2                                                             | 15,4                                                             | 18,3                                                             | 21,5                                                             | 21,8                                                             | 22,8                                                             | 19,7                                                             |
| Temperatura mínima recorde (°C)                                                                | 11                                                               | 16,6                                                             | 12,7                                                             | 7,8                                                              | 5,4                                                              | 0,2                                                              | −1,1                                                             | 0,5                                                              | 4,3                                                              | 9,6                                                              | 10,5                                                             | 12,6                                                             | −1,6                                                             |
| Precipitação (mm)                                                                              | 172,8                                                            | 142,1                                                            | 128,9                                                            | 68,2                                                             | 55,8                                                             | 17,2                                                             | 10,2                                                             | 17,5                                                             | 33,8                                                             | 100,7                                                            | 135,9                                                            | 163,1                                                            | 1 046,1                                                          |
| Dias com precipitação (≥ 1 mm)                                                                 | 11                                                               | 10                                                               | 9                                                                | 5                                                                | 4                                                                | 2                                                                | 2                                                                | 2                                                                | 2                                                                | 6                                                                | 8                                                                | 9                                                                | 70                                                               |
| Umidade relativa compensada (%)                                                                | 82,4                                                             | 83,7                                                             | 84,8                                                             | 82,3                                                             | 81,9                                                             | 81,5                                                             | 76,6                                                             | 70,7                                                             | 69                                                               | 73,5                                                             | 75,7                                                             | 79,4                                                             | 78,5                                                             |
| Insolação (h)                                                                                  | 189,2                                                            | 177,4                                                            | 210                                                              | 225,9                                                            | 211,4                                                            | 212,2                                                            | 230,6                                                            | 222                                                              | 177,7                                                            | 201,1                                                            | 213,8                                                            | 206,6                                                            | 2 477,9                                                          |
| Fonte: INMET (normal climatológica de 1981-2010; recordes de temperatura: 01/01/1993-presente) |                                                                  |                                                                  |                                                                  |                                                                  |                                                                  |                                                                  |                                                                  |                                                                  |                                                                  |                                                                  |                                                                  |                                                                  |                                                                  |

### Geografia política
O fuso horário é de menos uma hora com relação a Brasília e de menos quatro horas ao Tempo Universal Coordenado (menos três durante o Horário de Verão). Possui atualmente área total de 64 721,719 km². A área urbana totaliza 21,57 km² segundo a Embrapa Monitoramento por Satélite.

#### Limites
- Sul: Porto Murtinho, Paraguai
- Leste: Aquidauana, Miranda, Sonora, Coxim, Rio Verde de Mato Grosso
- Oeste: Bolívia
- Norte: estado de Mato Grosso

## Demografia
A população de Corumbá se mantém em crescimento quase constante desde 1980, com taxas médias geométricas de crescimento anual abaixo de 2%, segundo os resultados dos Censos Demográficos de 1980, 1991 e 2000, nos quais se verificam taxas de 0,78%, 0,76%, e 1,81%, respectivamente. Nos últimos anos, em razão de uma melhor qualidade de vida, a população está envelhecendo e a taxa de fecundidade está diminuindo. A população corumbaense, segundo fontes do Censo de 2010 do IBGE, soma no total 103 772 habitantes, sendo o mais populoso centro urbano pantaneiro. Desse total, 93 452 residem na zona urbana (90,06%) e 10 251 na zona rural (9,88%). Ao mesmo tempo, 52 285 eram homens (50,38%) e 51 418 eram mulheres (49,55%). A densidade demográfica era de 1,6 habitantes por quilômetros quadrado. Ainda segundo o censo de 2010, entre os mais de 103 mil habitantes, 29.000 (27,96%) eram brancos, 7.367 (7,10%) eram pretos, 1.252 (1,21%) eram amarelos, 65.685 (63,34%) eram pardos e 398 (0,38%) indígenas.
Cinco anos depois, com 108 656 habitantes em 2015, o município é o 4º mais populoso do estado. O município é suplantado apenas por Campo Grande, Dourados e Três Lagoas em população estadual. No Brasil está em 281º lugar e também é o 18º município mais populoso do Centro-Oeste do Brasil. Corumbá também foi incluída em um estudo divulgado em 2017 pelo Instituto de Pesquisa Econômica Aplicada (IPEA) que analisa taxas de homicídios. Segundo o estudo, a cidade está entre as 150 cidades menos violentas (149ª posição) entre os municípios brasileiros com mais de 100 mil habitantes. Considerando mortes por agressão (homicídios) a cidade registrou no estudo 31 assassinatos (28,5 mortes por 100 mil habitantes) e em mortes violentas por causas indeterminadas (MVCI) 3 assassinatos (2,8 mortes por 100 mil habitantes). No somatório de ambos os índices totalizou 34 assassinatos (31,3 mortes por 100 mil habitantes).
| Crescimento da população | Crescimento da população |
| ------------------------ | ------------------------ |
| 1910                     | 14.542                   |
| 1920                     | 19.547                   |
| 1940                     | 29.521                   |
| 1950                     | 38.734                   |
| 1960                     | 59.556                   |
| 1970                     | 81.887                   |
| 1980                     | 81.129                   |
| 1985                     | 84.445                   |
| 1991                     | 88.411                   |
| 1996                     | 89.083                   |
| 2000                     | 95.701                   |
| 2002                     | 97.238                   |
| 2004                     | 98.655                   |
| 2006                     | 101.089                  |
| 2008                     | 99.196                   |
| 2010                     | 103.772                  |
| 2011                     | 104.317                  |
| 2012                     | 104.912                  |
| 2013                     | 107.347                  |
| 2014                     | 108.010                  |
| 2015                     | 108.656                  |
| 2016                     | 109.294                  |
| 2017                     | 109.899                  |
| 2018                     | 110.806                  |
| 2019                     | 111.435                  |

### Indicadores
Índices gerais
O índice de desenvolvimento humano corumbaense é considerado alto de acordo com o Programa das Nações Unidas para o Desenvolvimento. Segundo o último relatório, divulgado no ano de 2010, seu valor era de 0,700, sendo portanto o 26º maior IDH do estado e entre os municípios do país ocupa a posição 1904º.
Em um período de vinte anos, o IDH-M corumbaense cresceu de 0,509 em 1991 para 0,700 em 2010, ou seja, crescimento de aproximadamente 40%. Já entre 1991 e 2000 teve crescimento de mais de 15% (de 0,509 para 0,584) e entre 2000 e 2010 acima de 20% (0,584 para 0,700). É notável também que entre 1991 e 2010 o hiato de desenvolvimento humano  - ou seja, a distância entre o IDH do município e o limite máximo do IDH - foi reduzido em mais de 35%.
| IDH-M de Corumbá | IDH-M de Corumbá | IDH-M de Corumbá | IDH-M de Corumbá | IDH-M de Corumbá |
| Ano              | IDH médio        | Pos. nac.        | Pos. est.        |                  |
| ---------------- | ---------------- | ---------------- | ---------------- | ---------------- |
| 2010             | 0,700            | 1904             | 26               |                  |
| 2000             | 0,584            | 1879             | 21               |                  |
| 1991             | 0,509            | 659              | 5                |                  |

Já o Índice Firjan de Desenvolvimento Municipal (IFDM) é um indicador que tem como objetivo medir o grau de desenvolvimento municipal por meio de indicadores que mostram o grau de evolução dos municípios brasileiros. A leitura do IFDM varia entre 0 (desenvolvimento nulo) e 1 (desenvolvimento perfeito). Em Corumbá o índice ficou em 0.6750 em 2011.
| IFDM de Corumbá | IFDM de Corumbá | IFDM de Corumbá | IFDM de Corumbá | IFDM de Corumbá |
| Ano             | IFDM            | Pos nac         | Pos est         |                 |
| --------------- | --------------- | --------------- | --------------- | --------------- |
| 2011            | 0,6750          | 2048º           | 31º             |                 |
| 2010            | 0,6806          | 2110º           | 25º             |                 |
| 2009            | 0,6360          | 2835º           | 49º             |                 |
| 2008            | 0,6825          | 1572º           | 16º             |                 |
| 2007            | 0,7060          | 1127º           | 9º              |                 |
| 2006            | 0,6946          | 1151º           | 11º             |                 |
| 2005            | 0,7144          | 890º            | 5º              |                 |
| 2000            | 0,5522          | 2414º           | 44º             |                 |

Indicadores de rendimento
O IDH-M renda é considerado alto de acordo com o Programa das Nações Unidas para o Desenvolvimento. Segundo o último relatório, divulgado no ano de 2010, seu valor era de 0,701, índice maior que os 0,648 de 2000 e quase 0,1 maior que o de 1991 (0,610). A renda per capita de Corumbá é considerada mediana para os padrões nacionais e cresceu 75,88% nas últimas duas décadas, passando de R$356,56 em 1991 para R$451,78 em 2000 e R$776,79 em 2010. A taxa média anual de crescimento foi de 26,71% no primeiro período e 38,81% no segundo. O que coloca a cidade na 1316º posição no Brasil e na 17º posição) no estado.
Entre 2000 e 2010, a taxa de atividade da população de 18 anos ou mais (ou seja, o percentual dessa população que era economicamente ativa) passou de 64,76% em 2000 para 68,08% em 2010. Ao mesmo tempo, sua taxa de desocupação (ou seja, o percentual da população economicamente ativa que estava desocupada) passou de 17,94% em 2000 para 7,87% em 2010.
Em Corumbá, a incidência de pobreza era de 40,44% em 1991, 32,24% em 2000 e 16,11% em 2010. Já a extrema pobreza (medida pela proporção de pessoas com renda domiciliar per capita inferior a R$ 70,00, em reais de agosto de 2010) passou de 16,57% em 1991 para 12,58% em 2000 e para 4,34% em 2010. Em 2010, os 20% mais ricos eram responsáveis pelo acúmulo de 60,11% da renda corumbaense. Quando esse índice sobe para 40%, já acumula 78,75% da renda. Já entre os mais pobres, os índices são de 3,19% (20% mais pobres), 10,14 (40% mais pobres), 21,25 (60% mais pobres) e 39,89 (80% mais pobres).
Corumbá possui coeficiente de gini que também evoluiu ao longo dos anos. o Índice passou de 0,60 em 1991 para 0,61 em 2000 e para 0,55 em 2010.
Já o IFDM renda em Corumbá ficou em 0.7021 em 2011, o que coloca o município em 494º lugar no país e 9º lugar no estado.
| IFDM Emprego e Renda | IFDM Emprego e Renda | IFDM Emprego e Renda | IFDM Emprego e Renda | IFDM Emprego e Renda |
| Ano                  | IFDM                 | Pos nac              | Pos est              |                      |
| -------------------- | -------------------- | -------------------- | -------------------- | -------------------- |
| 2011                 | 0,7021               | 494º                 | 9º                   |                      |
| 2010                 | 0,6261               | 529º                 | 10º                  |                      |
| 2009                 | 0,5371               | 795º                 | 12º                  |                      |
| 2008                 | 0,6615               | 408º                 | 4º                   |                      |
| 2007                 | 0,7220               | 271º                 | 2º                   |                      |
| 2006                 | 0,6309               | 488º                 | 5º                   |                      |
| 2005                 | 0,6752               | 378º                 | 3º                   |                      |
| 2000                 | 0,4248               | 1756º                | 23º                  |                      |

Coeficiente de nascimento, saúde e mortalidade
Considerando-se apenas o índice de longevidade, seu valor é considerado alto de acordo com o Programa das Nações Unidas para o Desenvolvimento. Segundo o último relatório, divulgado no ano de 2010, seu valor era de 0,834. O índice é maior que os 0,773 de 2000 e mais de 0,1 maior que o de 1991 (0,712).
A proporção de gestantes sem acompanhamento pré-natal, em 2011, neste município, foi de 2,8%. As gestantes com 7 ou mais consultas foram 40,9%. O percentual de mães com idades inferiores a 20 anos é de 20,4%. Em 2010, no Município, 99,9% dos nascidos vivos tiveram seus partos assistidos por profissionais qualificados de saúde.
Seu índice de sobrevivência em crianças de 0 a 6 anos está em condições satisfatórias. Uma das ações importantes para a redução da mortalidade infantil é a prevenção através de imunização contra doenças infecto-contagiosas. Em 2010, 95,1% das crianças menores de 1 ano estavam com a carteira de vacinação em dia. Das crianças de até 1 ano de idade, em 2010, 7,7% não tinham registro de nascimento em cartório. Este percentual cai para 1,7% entre as crianças até 10 anos. Segue abaixo os coeficientes de mortalidade:
- Mortalidade Geral: 6,80[28]
- Mortalidade Infantil até 1 ano: 8,0[27]
- Mortalidade Neonatal: 16,67[28]

Já o IFDM saúde em Corumbá ficou em 0.6753 em 2011, o que coloca o município em 3275º lugar no país e 57º lugar no estado.
| IFDM saúde | IFDM saúde | IFDM saúde | IFDM saúde | IFDM saúde |
| Ano        | IFDM       | Pos nac    | Pos est    |            |
| ---------- | ---------- | ---------- | ---------- | ---------- |
| 2011       | 0,6753     | 3275º      | 57º        |            |
| 2010       | 0,7274     | 4210º      | 71º        |            |
| 2009       | 0,6988     | 4408º      | 72º        |            |
| 2008       | 0,7289     | 3807º      | 65º        |            |
| 2007       | 0,7609     | 2949º      | 60º        |            |
| 2006       | 0,7992     | 2155º      | 46º        |            |
| 2005       | 0,8028     | 1862º      | 37º        |            |
| 2000       | 0,6307     | 3084º      | 62º        |            |

Educação
O IDH-M educação é considerado regular de acordo com o Programa das Nações Unidas para o Desenvolvimento. Segundo o último relatório, divulgado no ano de 2010, seu valor era de 0,586. O índice é muito maior que os 0,398 de 2000 e quase o dobro que o de 1991 (0,304).
Em Corumbá, 84,7% das crianças de 7 a 14 anos estavam cursando o ensino fundamental e entre 15 e 17 anos é de 35,76%. Já a taxa de conclusão, entre jovens de 15 a 17 anos, era de 39,96% e entre 18 e 24 anos é 38,31%.
Já o IFDM educação em Corumbá ficou em 0.6474 em 2011, o que coloca o município em 3865º lugar no país e 59º lugar no estado.
| IFDM educação de Corumbá | IFDM educação de Corumbá | IFDM educação de Corumbá | IFDM educação de Corumbá | IFDM educação de Corumbá |
| Ano                      | IFDM                     | Pos nac                  | Pos est                  |                          |
| ------------------------ | ------------------------ | ------------------------ | ------------------------ | ------------------------ |
| 2011                     | 0,6474                   | 3865º                    | 59º                      |                          |
| 2010                     | 0,6884                   | 3785º                    | 65º                      |                          |
| 2009                     | 0,6719                   | 3706º                    | 64º                      |                          |
| 2008                     | 0,6570                   | 3521º                    | 62º                      |                          |
| 2007                     | 0,6349                   | 3788º                    | 66º                      |                          |
| 2006                     | 0,6535                   | 2743º                    | 42º                      |                          |
| 2005                     | 0,6651                   | 2516º                    | 38º                      |                          |
| 2000                     | 0,6009                   | 2199º                    | 33º                      |                          |

### Migração e imigração
Corumbá estava em contínuo progresso e seu porto era atracado por embarcações nacionais e estrangeiras de grande calado. Com o impulso do desenvolvimento local, mais estrangeiros foram chegando. Com isso já havia na cidade uma enorme composição de estrangeiros, que chegaram a superar numericamente o número de brasileiros.

#### Estrangeiros
- Árabes: a partir de 1912, fugindo das guerras sangrentas que assolavam o Oriente Médio. Sírios, Libaneses, Turcos e Armênios chegavam ao Porto de Santos. De Santos partiram para o porto de Ladário, que era o portal de entrada para a região Centro Oeste, e o pólo comercial do antigo Mato Grosso. Com a chegada do trem, muitos imigrantes que estavam na cidade há anos em Corumbá acabaram se mudando para Campo Grande, onde encontraram clima bem mais ameno, muito parecido com o da terra natal.
- Europeus: eram de diversas nacionalidades e se dedicaram ao comércio e construção. Esse grupo, que era reduzido, monopolizou a política, a economia e a administração de Corumbá, voltando-se para seus interesses e pouco realizando a favor da sociedade local.
- Sul-americanos (paraguaios, argentinos, uruguaios, bolivianos e índios): representavam a maior parte da população que sobrevivia de forma precária; o mesmo ocorria com os índios que serviam de mão-de-obra barata no porto. Todos estes engrossavam o contingente pobre da cidade.

#### Brasileiros
Em seu espaço de fronteira de linhas fictícias, permeado de indígenas, é palco de fluxos populacionais oriundos de outros lados do país, como cariocas, paulistas, nordestinos, mineiros e sulistas, confirmando assim seu caráter cosmopolita.

## Urbanização
Possui uma taxa de urbanização muito elevada, atingindo cerca de 90%. Atualmente, a população de Corumbá encosta nos 110 mil habitantes, colocando sua classificação de cidade média-pequena para média. Ao menos desde 2010, quando definitivamente ultrapassou os 100 mil habitantes. O alto grau de urbanização da população é retratado na arrecadação do Imposto sobre Propriedade Territorial Urbana, 22,35% da renda municipal, e a prestação de serviços, 27,35%, indicando que a população é beneficiada pela prestação de serviços diversos como abastecimento de água e esgoto, telefonia fixa e móvel, dentre outros. Conserva prédios e casarios de influência europeia, com suas histórias, costumes e tradições.

### Construções históricas
Do ponto de vista urbanístico, não tem nenhuma semelhança com as antigas cidades brasileiras (onde predominam o romântico estilo colonial português). Sua arquitetura foi erguido pelos comerciantes e é baseada em art nouveau e no neoclássico italiano, sendo o mesmo estilo existente na parte central de Assunção, nos subúrbios antigos de Buenos Aires, nas cidades do interior do Uruguai e a maioria das cidades gaúchas da Campanha. Em razão disso, tem características de uma cidade platina dentro do Brasil. Atualmente a arquitetura corumbaense mescla o antigo e o moderno. A cada dia surgem novas e modernas edificações no município, que é dividido em três setores: o centro, a parte baixa, no beira rio, e a parte alta, após os trilhos da Rede Ferroviária e próxima as morrarias.
Corumbá possui uma arquitetura de época que procurava soluções mais baratas, sendo que vários edifícios que sofreram influência eclética. Sendo um misto de várias referências de época, possuía casarões com estrutura metálica e paredes de pedra (alguns dispondo no começo do século de elevadores hidráulicos e banheiras nos pavimentos superiores e banheira que eram enchidas com água trazida do rio ali na frente). Havia telhados com quatro águas, sacadas apoiadas por consolos ou cachorros, platibandas com balaústres. Possuía também elementos decorativos que ficavam na fachada frontal que compunha uma linguagem de arquitetura de forte influência histórica europeia.

### Divisão urbana
Ao mesmo tempo que a cidade, com os primeiros grandes edifícios, ensaia sua concentração vertical, ela amplia seu perímetro urbano em direção a via de acesso a Ladário. Corumbá estende-se por dois níveis:
Parte baixa
Está situada embaixo da elevação calcária e se comunica através de duas ladeiras, com uma elevação de mais ou menos 60 metros (esta parte que fica em contato com as águas do rio é o Porto Geral, conhecida também como Casario do Porto). É compreendido principalmente pelas vias: Rua Manoel Cavassa, Ladeira José Bonifácio, Ladeira Cunha e Cruz, Travessia Mercúrio e Travessia do Beco da Candelária. Possui edificações do final do século XIX e início do século XX com notável valor arquitetônico, como o Edifício Wanderley, Baís & Cia e o Edifício Vasquez e Filhos.
Parte alta
Mais nova e bem maior, apresenta a forma de tabuleiro de xadrez e está situada sobre a elevação calcária. É compreendido principalmente pelas vias: General Rondon, Antonio Maria Coelho, Frei Mariano, XV de Novembro e Sete de Setembro. Somente na parte alta, foram criados cerca de 20 bairros, que crescem e se desenvolvem cada vez mais. É ali que se localizam as casas de bazar, bijuterias, relojoarias, bebidas, modas, drogarias, farmácias, livrarias e papelarias, ou seja, o comércio retalhista e o varejo. Teve suas edificações erguidas, em sua maioria, no início do século XX.

### A chaga dos problemas urbanos
Na região a modernidade coexiste com o anacronismo que abarca o conjunto de práticas e conceitos da época dos pioneiros, e tal situação decorre da abismal desigualdade social: os nativos acabam engrossando a periferia urbana, já que seu território foi invadido e posteriormente expulsos, ficando nas cidades sem identidade cultural e sofrendo discriminação, devido às dificuldades de adaptação aos trabalhos que são submetidos. Aliada à situação de ruptura do desenvolvimento econômico de Corumbá, a grave situação das comunidades nativas que se encontram na periferia da cidade, condicionados à desigualdade e desestruturação econômica e social, e submetidos a exclusão social, marginalidade e miséria, com a perda do seu referencial cultural, religioso e étnico. Cabe mencionar os habitantes da zona rural, que sem perspectivas, acabam se juntando com as comunidades da periferia. Aliado a esse cenário, a população indígena tem suas terras devassadas pelo poder dominante e encontram-se sem amparo político. A desaceleração dos processos locais encontram expressão particular na dinâmica do município. Outros exemplos de problemas são o sobrecarregamento da Santa Casa, tráfico de drogas e a imigração ilegal de sul-americanos, especialmente bolivianos.

### Habitação
O município de Corumbá tinha, no ano de 2010, 32 259 domicílios permanentes, sendo 27 710 recenceados. Desses, 24 787 são da zona urbana (89,45%) e 2 923 na zona rural (10,55%). Quanto ao tipo de domicílio, 24 931 eram casas (89,97%), 1 763 eram casas de vila ou em condomínio (6,36%), 885 eram apartamentos (3,19%) e 131 eram habitações em casa de cômodos ou cortiços (0,47%). Quanto ao tipo de ocupação, 17 172 domicílios eram próprios (61,97%) (sendo 16 334 já quitados (58,95%) e 838 em processo de aquisição (3,02%)), Há também 5 970 imóveis alugados (21,54%), 4 101 cedidos (14,80%) (sendo 1702 por empregador (6,14%) e 2399 de outra maneira (8,66%)) e os 467 restantes eram ocupados sob outras condições (1,69%). No Brasil está no 306º lugar entre todos os municípios e no estado é o 4º maior). O déficit habitacional está em torno de 4.500 moradias, principalmente nas famílias menos favorecidas, com tendência de favelização na periferia. Nos últimos anos está havendo uma mudança nesse quadro, com investimentos das autoridades em moradia.

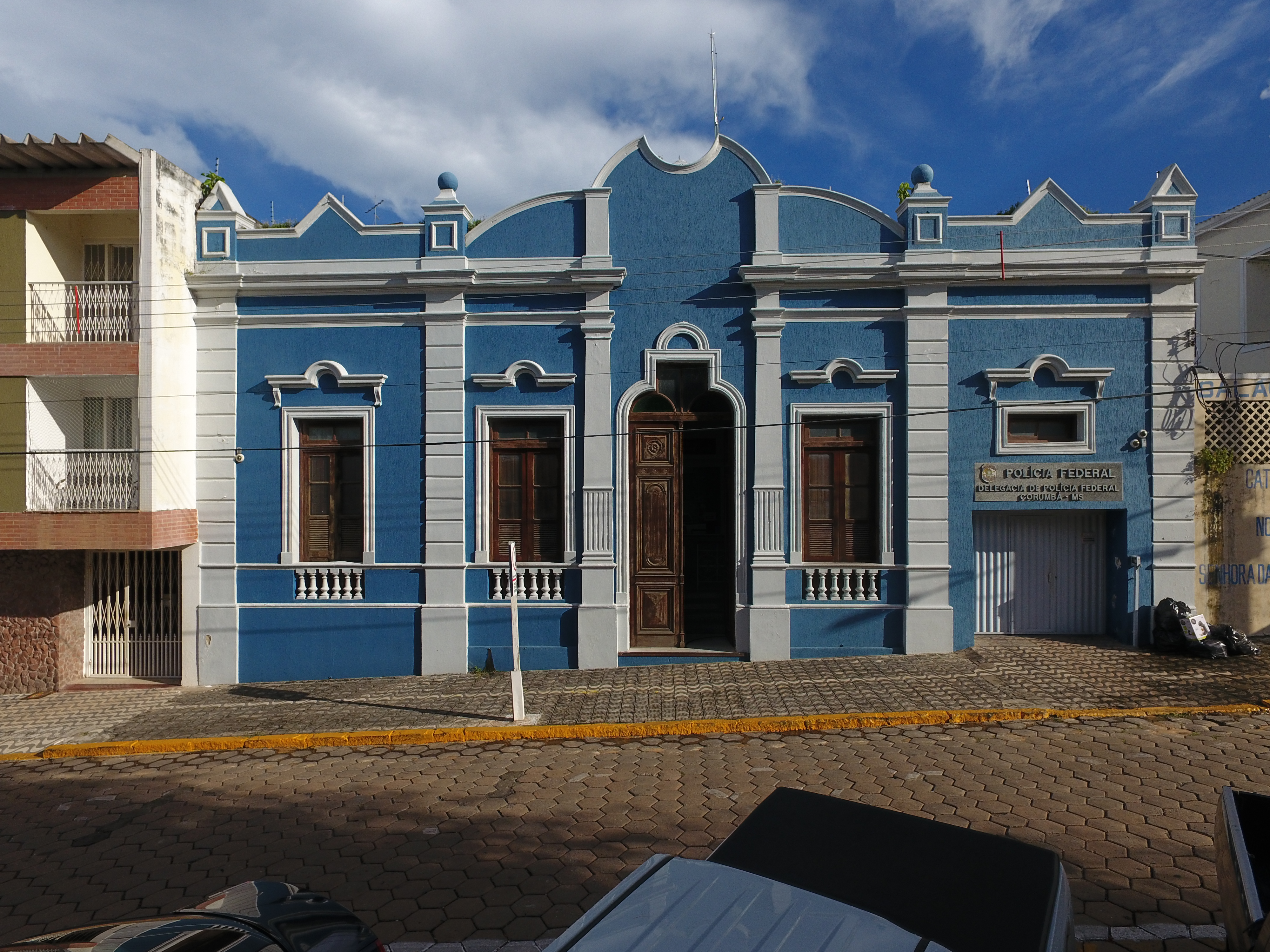
Arquitetura no estilo art déco.

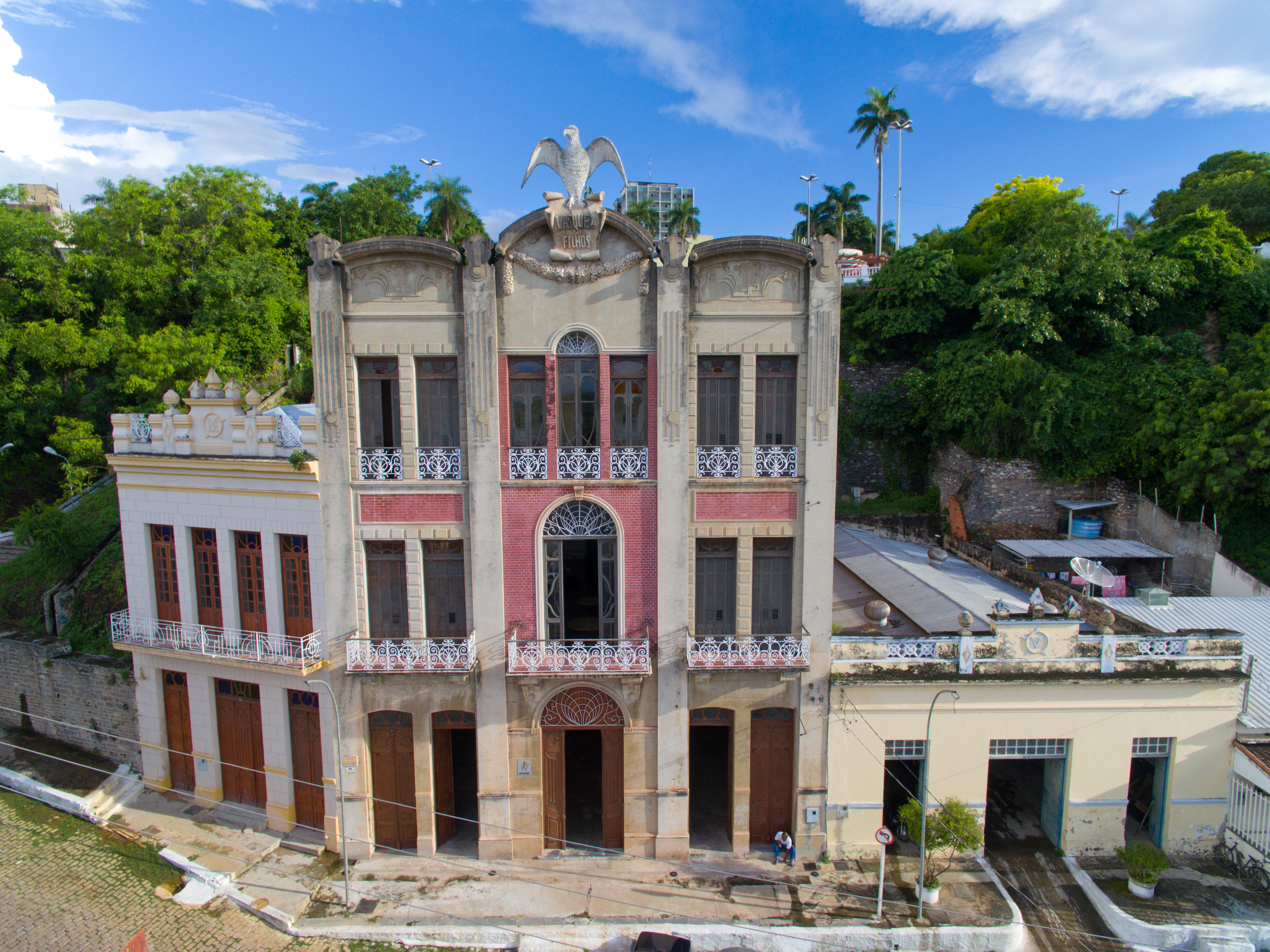
O edifício histórico Vasquez & Filhos, localizado no Porto Geral. Foi construído em 1909 pelo arquiteto italiano Martino Santa Lucci, hoje é um dos símbolos da Art nouveau em Corumbá

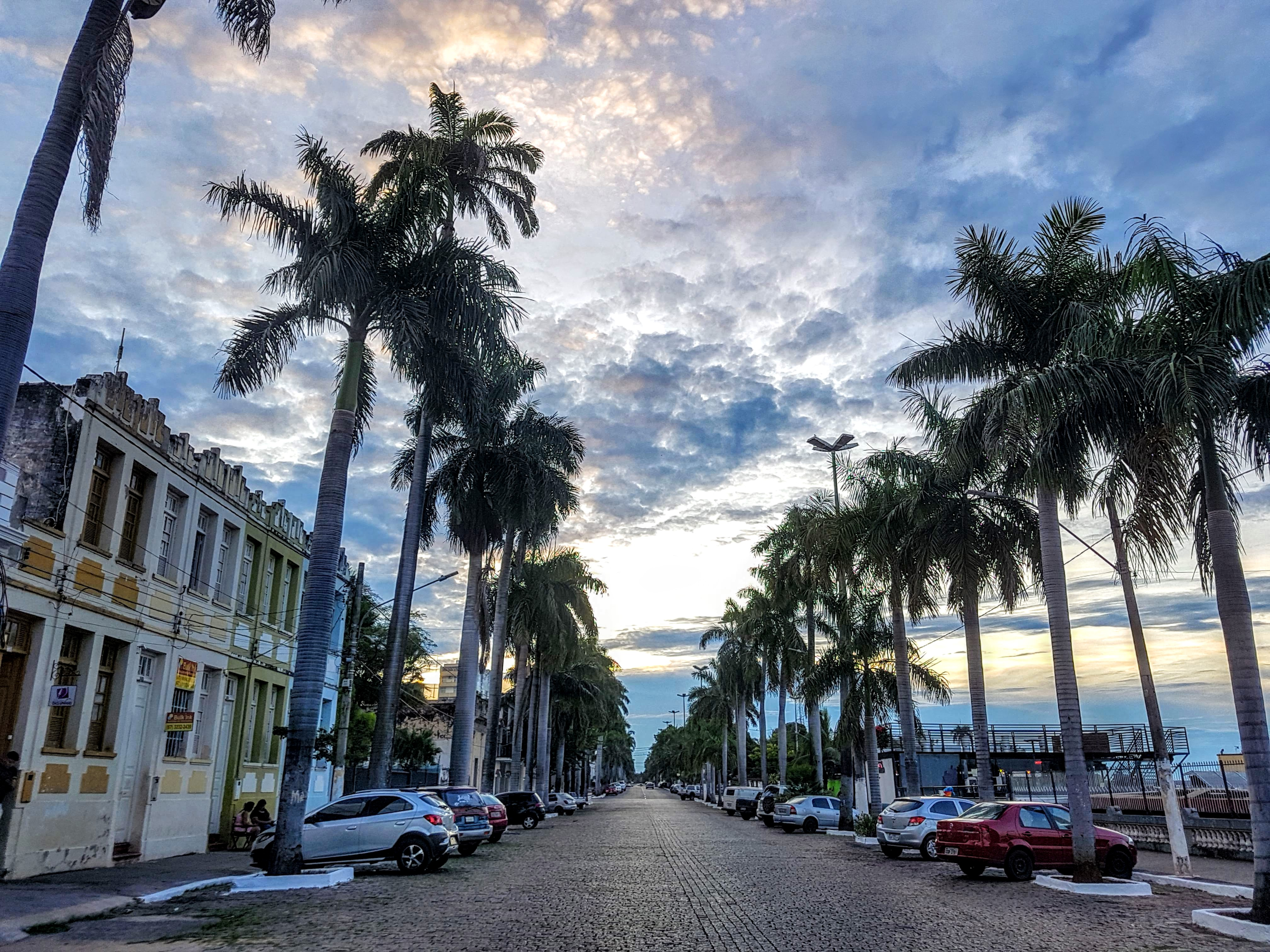
Avenida General Rondon

| Domicílios de Corumbá                | Domicílios de Corumbá |
| ------------------------------------ | --------------------- |
| Total de domicílios                  | 32 259 domicílios     |
| Domicílios particulares              | 32 132 (99,61%)       |
| Domicílios coletivos                 | 127 (0,39%)           |
| Domicílios por rendimento per capita |                       |
| Mais de 5 salários                   | 4,11 %                |
| De 2 a 5 salários                    | 11,39 %               |
| De 1 a 2 salários                    | 19,87 %               |
| De 0,5 a 1 salário                   | 30,14 %               |
| De 0,25 a 0,5 salários               | 22,73 %               |
| Até 0,25 salários ou sem rendimento  | 11,75 %               |
| Distribuição de classe sociais       |                       |
| Classe A                             | 4,11 %                |
| Classe B                             | 11,39 %               |
| Classe C                             | 50,01 %               |
| Classe D                             | 22,73 %               |
| Classe E                             | 11,75 %               |
| Classe alta (A - B)                  | 15,50 %               |
| Classe média (C - D)                 | 72,74 %               |
| Classe consumidora (A - B - C - D)   | 88,24 %               |
| Classe periférica (E)                | 11,75 %               |

#### Abastecimento hidráulico
Em Corumbá o Rio Paraguai é a principal fonte de abastecimento de água para as comunidades urbanas da cidade, uma vez que o referido rio ainda mantém qualidade ambiental aceitável. A cidade possui 27.962 ligações reais, sendo 22.707 economias reais em 328.279 metros de extensão da rede. O volume consumido era de 4.389.881 m³ e o volume faturado de 4.793.798 m³.
No sistema de abastecimento de água, das 27710 residências, 24 624 domicílios eram abastecidos por sistema de rede geral (88,86%), 1 246 através de poços ou nascentes de propriedades (4,50%), 647 com origem em poços ou nascentes fora da propriedade (2,33%), 657 com origem de rios, açudes, lagos e/ou igarapés (2,37%) e 536 de outras maneiras (1,93%).

#### Saneamento
Sobre o saneamento, segundo dados da Secretaria de Meio Ambiente de Mato Grosso do Sul (SEMAC - MS), em 2010 a extensão da rede de esgoto é de 6041 metros. Com investimentos de mais de 100 milhões de reais nos últimos anos, o sistema de água é gerenciado pela Sanesul, empresa pública estadual e sua captação é feita por três motobombas, sendo uma permanecendo na reserva (no futuro serão quatro unidades). A cada hora são sugados 1 580 m³ de água bruta do rio e depois enviados até uma estação de tratamento distante cerca de 3 km do rio através de uma adutora de 600 mm de diâmetro, sendo parte dessa (350 m) fica exposta pelo caminho. A água é então captada na estação de água bruta do rio Paraguai e levada, pelas duas adutoras, para a Estação de Tratamento de Água (ETA), que fica na sede da Sanesul, na rua Cabral. As etapas de tratamento na ETA são: coagulação; floculação; decantação; filtração; desinfecção; fluoretação e correção de pH (potencial hidrogeniônico que indica a acidez, neutralidade ou alcalinidade de uma solução aquosa).

#### Energia elétrica
Em relação à energia elétrica, segundo dados da Secretaria de Meio Ambiente de Mato Grosso do Sul (SEMAC - MS), em 2010 foram consumidos 167 827 mwh, sendo que 50 599 era residencial, 21 410 era industrial (40 815 industrial livre), 28 580 era comercial, 3 622 rural, 16 900 do poder e serviço público, 5 798 da iluminação pública, 102 iluminação própria. Esse conumo é efetuado por 26 978 domicílios (97,36%) e 732 domicílios não eram abastecidos (2,64%). Desse total 23 184 era residencial, 111 era industrial (sendo 2 industral livre), 2 180 era comercial, 1 326 era rural, 334 do poder e serviço público, 114 por iluminação pública e 5 por método próprio.
O sistema elétrico que atende Corumbá e região encontra-se incorporado ao Sistema Interligado Sul/Sudeste/Centro-Oeste do país, o que representa sua elevada importância e seu significativo grau de confiabilidade. Apesar de haver necessidades de ampliação da rede elétrica para residências e indústrias, é na zona rural que esse serviço é mais necessitado. Nos últimos anos essas deficiências diminuíram. Desde 2001 opera no município uma usina termelétrica que utiliza o gás natural boliviano trazido pelo Gasoduto Brasil-Bolívia, a Termo Pantanal. Há previsão de construção de uma usina separadora em Puerto Suárez para a transformação do gás natural em gás seco e este será canalizado até Corumbá para consumo de energia industrial. O gasoduto delega um dos maiores investimentos destinados para todas as regiões por onde ele atravessa. Tendo contrato inicial de 20 anos, possui potencial para promover vários investimentos públicos. A perspectiva promissora para Corumbá é de desenvolver o setor econômico com a disponibilização de energia elétrica em abundância através da implantação de sua termelétrica.

#### Coleta de lixo
Na questão de destino do lixo, dos 27.710 domicílios recenceados, 24 338 domicílios destinavam-o à coleta (87,43%) (destes 23 362 por meio de serviço de limpeza (84,31%) e 866 por meio de caçambas (3,12%) e o restante, 3.482 (12,57%), tem outras destinações não especificadas. Até hoje o destino final do restos urbanos é um lixão a céu aberto. No caso dos assentamentos, não existe coleta de lixo e este é queimado ou mesmo deixado a céu aberto. O lixo hospitalar também é queimado. Essa situação deve mudar, pois o lixão de Corumbá deverá ser desativado até outubro deste ano.

### Serviços urbanos
Com um total de 1.138 empresas de serviços, Corumbá é um importante centro de serviços do estado de Mato Grosso do Sul e o mais importante centro de serviços da região do Pantanal. Ali se concentram todos os principais bancos do Brasil e possui também uma boa densidade de logística ferroviária, rodoviária e da sua estrutura aeroportuária, que fazem ser um ponto de convergência para os transportes internacionais, até por que Corumbá é um centro fronteiriço por excelência. Essa situação resultou duma longa evolução, em particular das concepções centralizadoras da monarquias e república nacional, que dão um papel considerável à cidade e, nela, tendem a concentrar, ao extremo, muitas instituições públicas importantes das esferas municipais, estaduais e federais.

#### Ensino e pesquisa
A rede de ensino básico de Corumbá ainda é reduzido, contando com poucas unidades de ensino básico, médio, superior e de exercício da cidadania. O censo educacional realizado em 2010 apontou um total de 55 escolas no município, sendo 48 em zona urbana e 7 na zona rural. Destas 55, 11 escolas são de ensino estadual, 27 de ensino municipal e 17 particular. Não existem escolas federais no município. Nesses estabelecimentos havia 281 professores de ensino infantil ou pré-escolar, 1097 de ensino fundamental e 271 de ensino médio divididos entre 28 373 alunos (desse total 3 581 do ensino infantil, 21 008 do ensino fundamental e 3 784 do ensino médio).
Dentre as instituições de ensino superior, estão o campus do Instituto Federal de Mato Grosso do Sul e da Universidade Federal de Mato Grosso do Sul, além de uma faculdade. Também se destaca na área da pesquisa, onde está localizado a sede da Embrapa Pantanal.

#### Hospedagem
A hospedagem em Corumbá no geral exerce o comércio da recepção e de alojamento dos turistas e visitantes em geral. Corumbá possui mais 4 mil leitos em seus meios de hospedagem, que totalizam cerca de 40 unidades.
Os hotéis geralmente são constituídos de um edifício ou prédio contendo unidades habitacionais, uma recepção e uma governança, para hóspedes. Podendo ter ainda o serviço de alimentos e bebidas, na sua estrutura, que para isso necessitar de: cozinha, adega, restaurante, bar, cantina e despensa. Pode contar ainda com estacionamento externo, garagem interna e área de lazer.
A Pousada é caracterizada por ser um meio de hospedagem instalada em edificação de valor histórico e é denominada popularmente como um modelo rústico de hospedagem contando com unidades habitacionais individualizadas e com decoração identificada com a localidade.
O Albergue caracteriza-se por dispor de acomodações coletivas e seu público alvo são os jovens e mochileiros.
Os barcos hotéis são embarcações adaptadas para flutuar em rios. Em seu porto fluvial (um dos maiores da América do Sul, era usado para escoar as riquezas da cidade no passado), ficam atracados 52 barcos-hotéis, alguns de luxo.

#### Infra-estrutura financeira
| Movimentação financeira (fonte: IBGE 2014) | Movimentação financeira (fonte: IBGE 2014) |
| Tipo de movimentação                       | Valor (R$)                                 |
| ------------------------------------------ | ------------------------------------------ |
| Operações de Crédito                       | 408.083.429,00                             |
| Depósitos à vista - governo                | 1.891.206,00                               |
| Depósitos à vista - privado                | 38.918.377,00                              |
| Poupança                                   | 165.165.685,00                             |
| Depósitos a prazo                          | 59.915.362,00                              |
| Obrigações por Recebimento                 | 101.013,00                                 |
| Total                                      | 674.075.072,00                             |

A infra-estrutura bancário de Corumbá oferece várias opções, entre bancos e financeiras. Entre elas estão duas agências do Banco do Brasil, uma do Bradesco, uma da Caixa Econômica Federal, duas do Itaú, uma do HSBC, uma do Santander e uma do SICREDI
Geralmente os caixas eletrônicos são um complemento das agências bancárias correspondentes, sendo quatro do Banco do Brasil, três do Bradesco (sistema Dia e Noite), três da Caixa Econômica Federal, um do HSBC, dois do Itaú, um do Santander um do SICREDI e um do Banco 24 Horas
Além das modalidades financeiras citadas acima, ainda há serviços de crédito pessoal, as seis lotéricas da Caixa Econômica Federal e o Banco Postal dos Correios, onde os dois últimos funcionam como agência bancária.

#### Meios de comunicação
Assim como em todo o MS, o código de área de Corumbá é 0XX67 e o Código de Endereçamento Postal varia entre 79.300-000 a 79.349-999. Em Corumbá há 6.540 terminais telefonia fixa instalados, sendo 5876 terminais de serviços atendidos pela operadora Oi.
A cidade conta com serviços de internet discada e banda larga (ADSL) sendo oferecidos por diversos provedores de acesso gratuitos e pagos. A rede de internet no município é em fibra Ótica representada por Oi Velox, Claro, TIM e Vivo.
A partir de 1 de setembro de 2008 o município passou a ser servido pela portabilidade telefônica. e na telefonia móvel a cidade é atendida pelas empresas Vivo, TIM e Claro.
O município conta com 3 agências de correios convencionais e 1 agência de correios comunitário. Há transmissão de canais nas faixas Very High Frequency (VHF) e Ultra High Frequency (UHF). A cidade sedia dez emissoras de rádio, sendo seis em modulação em frequência (FM) e quatro em modulação em amplitude (AM). Existem ainde dois jornais em circulação no município, sendo um deles diário.

#### Meios de transporte

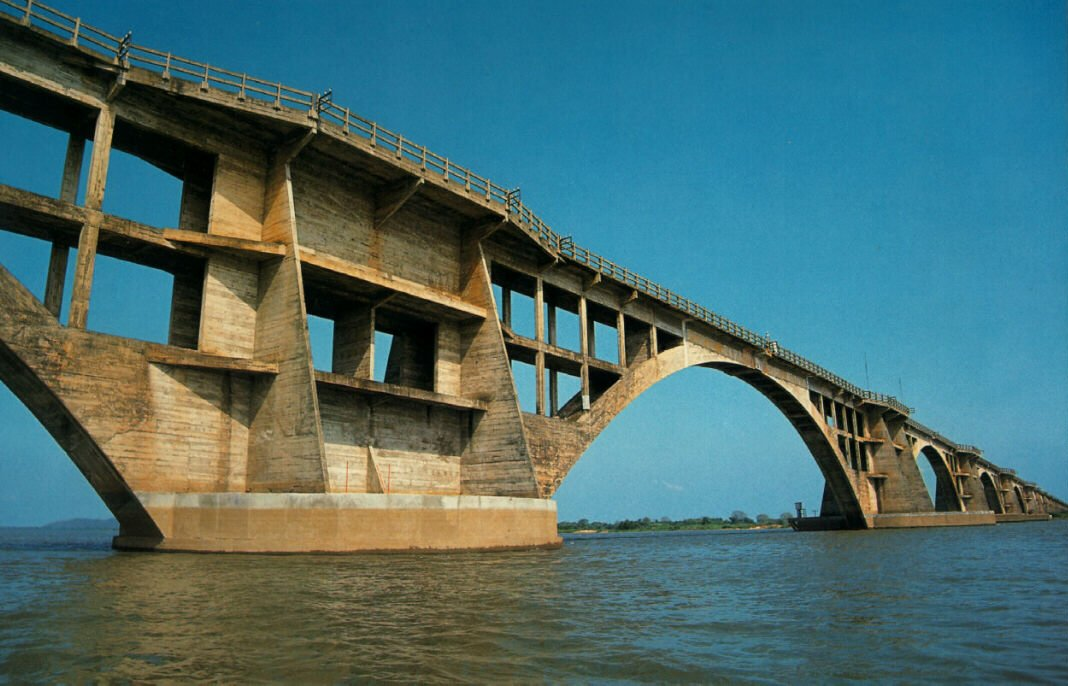
Ponte Eurico Gaspar Dutra, sobre o Rio Paraguai

Corumbá está localizada no extremo oeste do estado de Mato Grosso do Sul em uma região afastada dos grandes centros mais desenvolvidos e consumidores. Seu complexo sistema intermodal de transporte inclui linha aérea, rodovias, Estrada de Ferro e o rio Paraguai, ligando a cidade ao resto do país e a interligação com Distritos, vilas, lugarejos, sítios e fazendas pode ser feito por estradas pavimentadas e não pavimentadas que permitem acesso durante todo o ano.
A frota municipal em 2013 era de 31 049 veículos, sendo 15 692 automóveis, 9 097 motocicletas, 2 596 caminhonetes, 850 caminhões, 546 camionetas, 208 ônibus, 1385 motonetas, 76 micro-ônibus, 94 veículos utilitários, 298 caminhões-trator e 5 trator mistos. Outros tipos de veículos incluíam 202 exemplares.
O município de Corumbá é também atingido por algumas rodovias na sua extensão territorial. A principal delas é a BR-262, uma rodovia federal que interliga Corumbá a Três Lagoas que é a primeira rodovia ecologicamente correta do Brasil. Também há a rodovia BOL-04 que corta a bolívia de leste a oeste, sendo que o trecho entre Corumbá e Santa Cruz de la Sierra tem 659 km e acabou de ser asfaltado, inclusive com empréstimo do BNDES. Outra rodovia que do município é a Estrada Parque Pantanal, estrada com finalidade meramente turística, com 120 km e 87 pontes de madeira, onde é possível ver aves, mamíferos e jacarés. Há ainda projetos que não foram concluídos, como a Transpantaneira (oficialmente batizada de MT-060, a Estrada Transpantaneira tinha o propósito de ligar os dois estados cruzando a planície pantaneira. O início de sua construção atingiu Poconé chegando somente até a localidade de Porto Jofre, ainda no lado mato-grossense. Nesse trecho, somam-se 147 quilômetros. Há planos para a conclusão desta rodovia, que integra um corredor de ligação de Corumbá em direção à Amazônia, especialmente Rondônia, Acre e Pará.) e a Estrada Forte Coimbra (ligaria a BR-262 ao ditrito de Forte Coimbra. Não há previsão para a sua finalização).

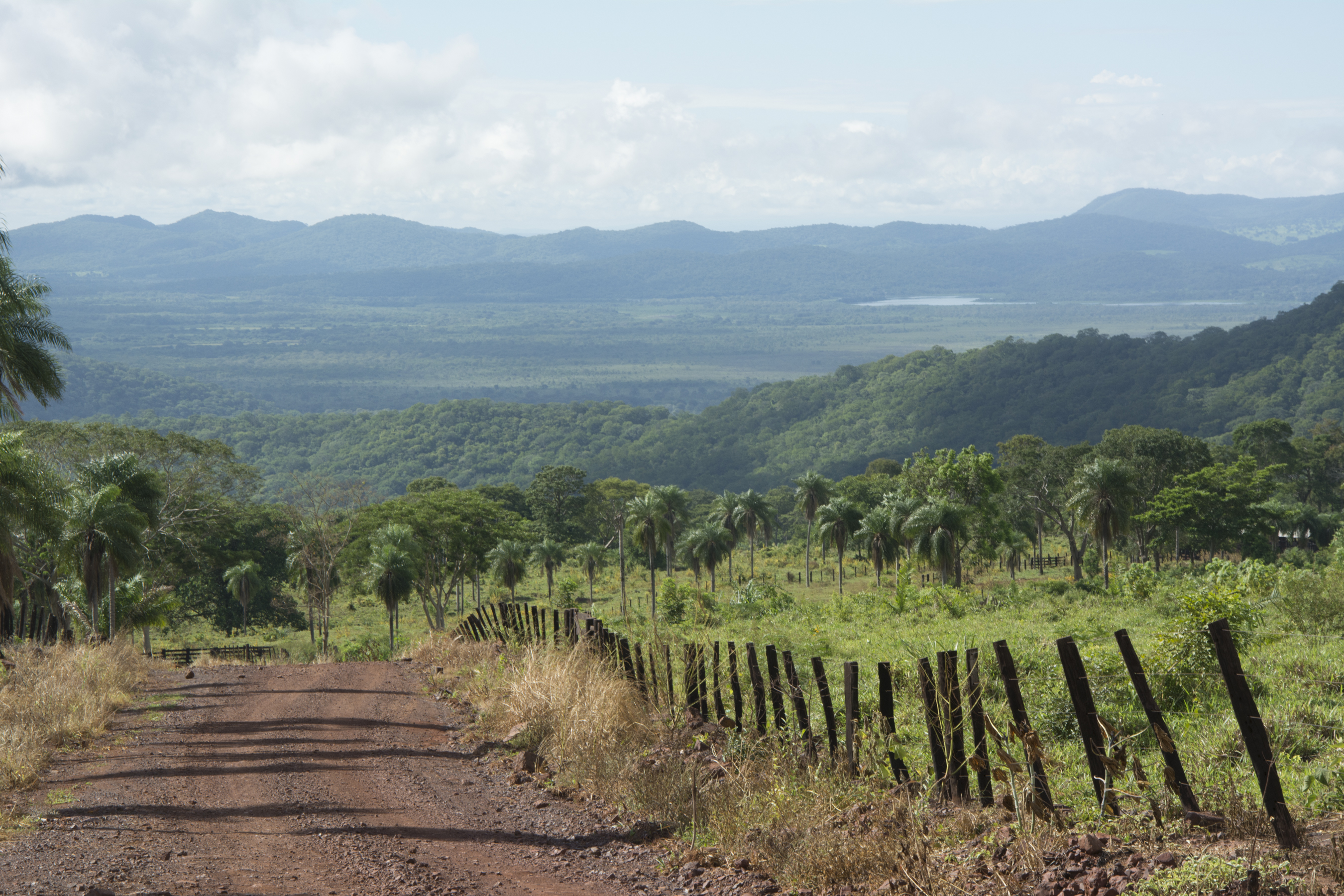
Vista da Estrada Parque Pantanal

Em Corumbá há um terminal rodoviário de passageiros situado no Centro da cidade que liga a cidade com variados centros urbanos do estado, da região e do resto do país e registra um grande fluxo de passageiros para outras cidades, especialmente em datas comemorativas. Este terminal foi reformado em 2013, sendo a primeira reforma realizada após a sua inauguração em 1988. Para transporte fronteiriço há ainda os táxis bolivianos, que são outra opção de meio de transporte composta por veículos brancos, geralmente mal-cuidados, que possuem tarifas muito baixas. São muito requisitados especialmente para quem necessita se deslocar até a Bolívia, pois não há linhas de ônibus urbanos para atender a população além da fronteira.
Antigo Trem do Pantanal, este meio de transporte já funcionou conduzindo passageiros com a função de turismo ou de comércio de exportação, partindo de São Paulo a Bauru, de Bauru a Corumbá e de Corumbá à Bolívia, percorrendo 1.618 km em território brasileiro. Depois de mais de 10 anos desativada, a linha de passageiros foi reativada em maio de 2009 pelo governo estadual e federal, mas apenas o trecho Campo Grande-Miranda (quatro anos depois Campo Grande é excluída do trajeto, sendo apenas o trecho Aquidauana-Miranda o trecho operacionalizado). Faz parte das metas do governo estadual e federal reativar a linha para passageiros do trecho Miranda-Corumbá, o que pode ocorrer antes de 2020.
No município há um complexo aeroportuário, o Aeroporto Internacional de Corumbá, que está situado a três quilômetros do centro da cidade. Fundado em 1937, o aeroporto é administrado pela Infraero desde fevereiro de 1975. Em 2013 recebeu uma média de quase 40 mil passageiros com capacidade de cerca de 240 mil passageiros por ano.
Há ainda transporte público e apenas uma empresa faz o serviço de transporte coletivo no município tanto em zona urbana quanto na rural, a Viação Canarinho. Apesar disso, a exploração do serviço vem sendo exercida precariamente desde janeiro de 2007, por expiração de prazo contratual de concessão que se iniciou em 1 de janeiro de 1996. Em consequência disso, dos 20 veículos da frota, 12 estão parados por falta de manutenção e peças. Por esse motivo houve por parte da prefeitura um intervenção pública contra a empresa que não estava honrando com seus compromissos há algum tempo, situação que deve durar cerc a de 120 dias. Além do ônibus, há também serviços de transporte de táxi e mototáxi.

#### Sistema de saúde e óbito
A cidade tem melhorado gradativamente sua cobertura de saúde. Apesar disso, Corumbá ainda possui um sistema de saúde que atende também a cidade de Ladário e a República da Bolívia, o que muitas vezes sobrecarrega as unidades de saúde que se localizam dentro da cidade. Corumbá possui no total 122 estabelecimentos de saúde, dos quais 84 eram privados e 38 eram públicos, além de 46 deles serem vinculados ao Sistema Único de Saúde. Neles havia 158 leitos para internação, sendo 126 do SUS e 32 privados.
Havia também na cidade 477 equipamentos médicos em uso (sendo 151 do SUS) e ainda 74 fora de uso. Destes, 9 (5 pelo SUS) são equipamentos de audiologia, 61 (13 pelo SUS) diagnóstico por imagem (47 de raio x, sendo 6 do SUS), 206 (53 pelo SUS) equipamentos odontológicos, 72 (34 pelo SUS) equipamentos para manutenção da vida (desfibrilador, reanimador pulmonar, entre outros), 17 (6 pelo SUS) eletrocardiografos, 32 (4 pelo SUS) equipamentos por métodos opticos, 20 (8 pelo SUS) equipamentos de ultrassom, 9 (todos pelo SUS) equipamentos de hemodiálise e outros 46 (17 pelo SUS) equipamentos tais como ultrassom e hemodiálise. O município também conta 3 unidades com atendimento ambulatorial médico em especialidades básicas.
Principais centros médicos
- HEMOSUL

O Hemosul presta assistência hematológica e hemoterápica para as redes  de saúde pública e privada de Mato Grosso do Sul, com a finalidade de produzir e fornecer hemocomponentes e gerenciar a distribuição de hemoderivados para todo o estado, obedecendo às normas e padrões legais vigentes.
- Hospital Evangélico Bom Pastor

O Hospital Evangélico de Corumbá foi fundado em julho de 2006 pela Igreja Evangélica Assembleia de Deus e voluntários, 1.200 m² construído em regime de mutirão por moradores e colaboradores sob a Coordenação do renomado Pastor João Martins, da Igreja Assembleia de Deus. O Hospital Evangélico é bem equipado com gabinetes odontológicos, gabinetes médicos, aparelhos de Ultra-Sonografia, Raios-X, Eletrocardiograma e uma área de 1870 m com 70% de alicerce já construído para futuros 50 leitos e Centro Cirúrgico. Infelizmente essa grandiosa obra foi interrompida em 2008 pela falta de recursos financeiros, certamente o hospital dependia de profissionais voluntários e tinha ajuda de uma ONG Americana, que na época não custeou mais, devido o não incentivo dos homens públicos de nossa região e a própria administração não teria mais a possibilidade de manter funcionando o hospital, haja vista que as despesas eram imensas, como água, luz, telefone, medicamentos e outras.
- Pronto Socorro Municipal

O Pronto Socorro de Corumbá é o principal centro de urgência da cidade, sendo uma instituição vinculada ao Sistema Único de Saúde e mantido por recursos da Secretaria Municipal de Saúde.
- Santa Casa de Corumbá

A Santa Casa de Corumbá é uma instituição de caráter filantrópico vinculada ao Sistema Único de Saúde e mantido por recursos da Secretaria Municipal de Saúde. Foi concluído e inaugurado em 1904 e desde sua inauguração, o estabelecimento já passou por algumas reformas em sua estrutura.
- SAMEC

O Samec (Serviço de Assistência Médica Corumbaense) é especializado em Planos de Saúde, sendo localizado na Rua Colombo, região central de Corumbá.
Óbitos
Corumbá dispõe de dois cemitérios, todos públicos: Cemitério Nelson Shamma e Cemitério Santa Cruz.

#### Segurança
Defesa
A defesa é feita pelo Exército Brasileiro, Marinha e Aeronáutica. É marcante no município, desde sua fundação, a presença das forças armadas, por ser cidade de fronteira. A segurança nacional é realizada pelas seguintes unidades
- Comando do Exército: 3ª Companhia de Fronteira de Forte Coimbra, 17º Batalhão de Fronteira, Comando e Companhia de Comando da 18ª Brigada de Infantaria de Fronteira e Posto de Saúde de Guarnição de Corumbá
- Comando da FAB: CINDACTA II, DAC, Infraero
- Comando da Marinha: 6º Distrito Naval

Segurança pública
Possui uma Delegacia de Polícia Federal, por se tratar de um ponto estratégico e rota do tráfico de drogas. Os trabalhos da Polícia Federal nessa região são intensos, e a infraestrutura é completa, com policiais especializados em trabalhos seja dentro da cidade, seja no Pantanal ou nos rios. Além da PF, possui um comando da Polícia Rodoviária Federal, que faz a fiscalização na BR-262. Também há a presença da Polícia Civil, com sua delegacias e departamento especializados, além da Polícia Militar (representado pelo 6 BPM) que faz o trabalho ostensivo e repressivo no combate a criminalidade na cidade. A ronda é feita pela Guarda Municipal.

## Economia
Com PIB de 2 782 779 912,26 reais em 2013 segundo o IBGE, o município de Corumbá figura como o 4º maior PIB do estado de Mato Grosso do Sul e seu PIB per capta é de 25.923,22 reais.
Com 7028 empresas ativas ou 3,04% do total do estado (387º lugar no Brasil e 4º lugar no Estado) segundo o portal Empresômetro, sua economia é bastante diversificada, se destacando as atividades de mineração, pesca e turismo, comércio e serviços. Possui também um forte e competitivo segmento agropecuário.
A arrecadação municipal segue a tendência das grandes capitais do país, sendo predominante às receitas proveniente dos setores de comércio e serviços (27,35%). Essa tendência é explicada pelo fato desses serem os setores da economia que mais agregam valores em seus produtos.
O município é o terceiro em arrecadação de ICMS no estado. Os dados da Sefaz (Secretaria de Estado de Fazenda) apontam que a movimentação econômica de Corumbá saltou em 36%, passando R$ 1,88 bilhão no ano de 2006 a R$ 2,55 bilhões em 2007, crescimento mais expressivo de Mato Grosso do Sul.
Quanto às exportações, os dados de janeiro a julho indicam que Corumbá remeteu a outros Países US$ 232,8 milhões, o quádruplo do acumulado de janeiro a julho de 2007, passando a frente de Campo Grande e Dourados no ranking de exportadores.
| Crescimento do Produto Interno Bruto (PIB) | Crescimento do Produto Interno Bruto (PIB) | Crescimento do Produto Interno Bruto (PIB) |
| Ano                                        | PIB (R$)                                   | PIB per capita (R$)                        |
| ------------------------------------------ | ------------------------------------------ | ------------------------------------------ |
| 1970                                       | 1 419 658 211,86                           | 17 336,79                                  |
| 1980                                       | 1 004 491 695,79                           | 12 381,41                                  |
| 1985                                       | 906 173 929,79                             | 10 730,93                                  |
| 1990                                       | 757 387 547,18                             | 8 636,41                                   |
| 1996                                       | 656 658 393,94                             | 7 371,30                                   |
| 2000                                       | 487 906 000,00                             | 5 073,31                                   |
| 2002                                       | 841 758 000,00                             | 8 607,00                                   |
| 2004                                       | 1 286 332 000,00                           | 12 936,00                                  |
| 2006                                       | 1 971 946 709,00                           | 19 527,00                                  |
| 2008                                       | 2 846 413 477,00                           | 28 693,20                                  |
| 2009                                       | 2 716 277 797,00                           | 27 300,58                                  |
| 2010                                       | 1 871 627 261,26                           | 18 035,96                                  |
| 2011                                       | 2 148 935 377,25                           | 20 599,85                                  |
| 2012                                       | 2 513 270 472,52                           | 23 955,99                                  |
| 2013                                       | 2 782 779 912,26                           | 20 394,77                                  |

### Importância no Brasil e no mundo
Economicamente Corumbá já foi bem mais importante que hoje. Possuía o maior porto fluvial da América Latina e o terceiro maior de um modo geral, além de já ter sido também o principal e mais importante centro comercial da região Centro-Oeste entre 1880 e 1930. A cidade é considerada o embrião do Mercosul, pois foi a primeira a manter relações comerciais com países vizinhos, em especial Paraguai e Argentina. A retomada do desenvolvimento econômico começa a ganhar visibilidade. Com mais de 230 anos, a cidade prepara-se para um grande surto de crescimento com a implantação de seis megaprojetos: a volta do Trem do Pantanal, a pavimentação da rodovia Santa Cruz-Corumbá, a construção da Termopantanal, a construção do Polo Minero Siderúrgico, a hidrovia do Paraguai e a conclusão do gasoduto Bolívia-Brasil, entre outros investimentos de grupos empresariais que prometem alavancar a economia local. A América Latina, com a função de mercado especializado, teve um papel fundamental como região de fornecimento de matérias-primas e produtos coloniais (açúcar, café, tabaco, algodão, entre outros). A bacia platina, por impulso das relações dinâmicas do mercado importador-exportador, despertou um processo de ocupação e conquistas de suas fronteiras internas (tanto que, em 1912, o presidente de Mato Grosso declarou que grande área da província se encontrava desocupada e que havia necessidade de braços para a lavoura). Corumbá, por ser economicamente vulnerável, tornou-se permeável de todo tipo de influência externa, tanto econômica, quanto político, cultural e social. No pós-guerra de 1945, a repercussão do contexto global manifestou-se na pecuária, através de investimentos de produtores rurais regionais, substituindo os investidores estrangeiros, e dessa maneira pôde-se passar a exportar carne (seca e salgada) bovina através da Bacia do Prata para os Estados Unidos e Europa (especialmente Reino Unido).
A inclusão de Corumbá nos circuitos comerciais e produtivos globais ocorre a partir da conjuntura que é marcada pela crise industrial desenvolvimentista e aposta na dotação da economia nacional e estadual. Nesse contexto, a redefinição dos meios de transporte, a reestruturação do sistema produtivo e a ligação com os países dos diversos blocos regionais lhe conferem uma maior capacidade. O processo de globalização reativa a competição entre os territórios para a captação de capitais, informações e fluxos de bens, que circulam em volumes cada vez maiores no espaço econômico mundial. Apesar do conjunto de fatores favoráveis para a potencialização de seu desenvolvimento, marcou passo ao longo da sua história caracterizando-se por ciclos econômicos intermitentes, que ora a colocou na condição de centro e ora na condição de periferia. E ao longo dos tempos não houve diretrizes locais, estaduais e nacionais que possibilitaram iniciar um processo de desenvolvimento sustentável que fizesse a cidade romper com o problema da estagnação socioeconômica que por consequência lhe trouxe a condição de cidade periférica, apesar da arrecadação captada em função de sua importância central e histórica para o Brasil, de patrimônio natural da humanidade e reserva da biosfera e das obrigações em função desse status, que era ambicionado por outras regiões de Mato Grosso do Sul. E a forma geográfica como Corumbá tem-se inserido na dinâmica territorial nacional ora reproduz um espaço de relevância central, podendo ser exemplificado com alguns objetos espaciais (Bioma Pantanal, Patrimônio Histórico Nacional, eixos de acesso ferroviário, rodoviário e fluvial além do transporte aéreo, Maciço do Urucum, onde se localizam importantes jazidas de minério de ferro e manganês), e ora reproduz um longínquo posto fronteiriço inserida às atividades ilícitas e sem diretrizes para o seu desenvolvimento, determina a sua real importância nacional.

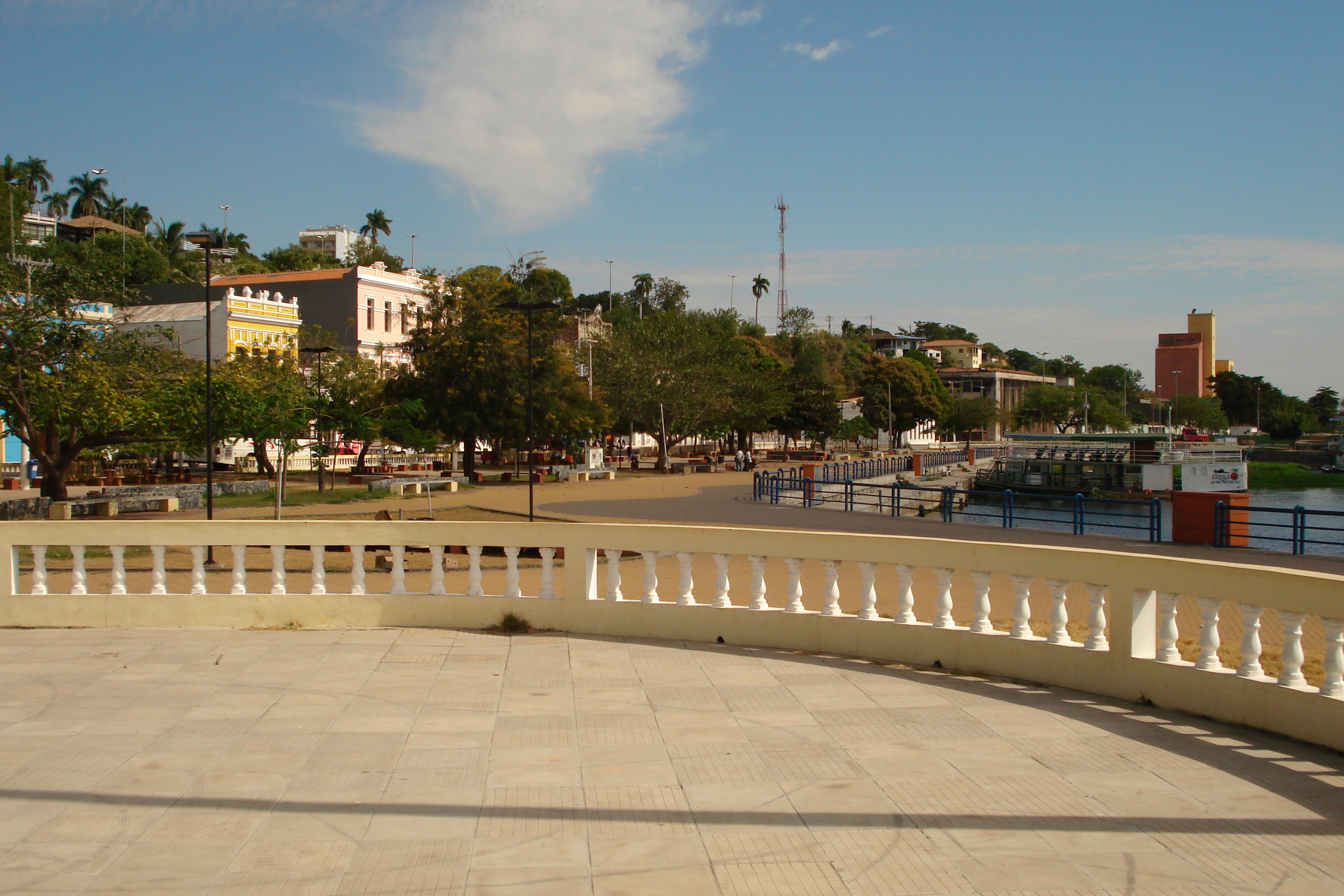
Porto Geral

Essas novas fronteiras acabam por determinar espaços e definir as posições entre ricos e pobres, dominantes e dominados, industrializados e periféricos. Dessa maneira, aumentaram as especializações económicas de periferia (especializações referentes aos ciclos de exploração que fez algumas regiões isoladas do Brasil e América Latina conheceram a prosperidade, chegando a ostentar sinais evidentes de riqueza), com a manutenção das atividades tradicionais, é uma das razões do fracasso da industrialização em regiões periféricas, considerando o estabelecimento da divisão internacional do mercado. Uma dos grandes feitos do capitalismo imperial na América Latina foi a demarcação dos espaços fronteiriços para poder usar toda a infra–estrutura viária disponível para expandir o mercado. Dessa forma, incorpora-se econômica e territorialmente esses mercados. O desenvolvimento do capitalismo acabou iniciando um processo de relações centro-periferia. O desenvolvimento do processo produtivo local tem ligação com o movimento global do sistema capitalista na América do Sul, focalizando o Brasil e os outros países incluídos no bloco regional do Mercosul (Argentina, Paraguai, Uruguai, Chile e Bolívia), isto porque neste caso a dimensão da região deve ser focada pela articulação dos agentes do comércio inter-regional, e estes compreendidos pela região pressupondo a diversidade das relações internacionais com o mercado global. Tal articulação não é apenas espacial, mas, sobretudo, detalhada (econômica, social e cultural): Corumbá fez parte da economia de mercado exportador que predominou em todas as ex-colônias hispânico-lusitanas e também tinha grande vinculação ao mercado emergente global. A inclusão definitiva de Corumbá ocorreu com a abertura da navegação do rio Paraguai para países da Europa e da América do Sul, como parte do processo de internacionalização da economia, a partir da segunda metade do século XIX, num contexto de ampliação de mercados, em função das transformações operadas no processo industrial e com capacidade aparentemente ilimitada do capital de promover o crescimento e a acumulação econômica.

### Importância regional
Corumbá, com 100 mil habitantes e 1 relacionamento direto, é um Centro de Zona A. Nível formado por cidades de menor porte e com atuação restrita à sua área imediata; exercem funções de gestão elementares. Corumbá é uma das 192 cidades no Brasil com a classificação Centro de Zona A. A cidade exerce influência sobre o município de Ladário (Centro Local).
Corumbá é o único centro urbano de significância relativa no Pantanal, exercendo na região as seguintes funções: comerciais (entreposto de exportação, entreposto comercial regional, comércio de abastecimento para as cidades bolivianas da fronteira e compras), industriais, de serviços (educação e capacitação profissional, administrativos, religiosos, de saúde, militares e sanitários, inclusive para o lado boliviano), cultura (centro de integração cultural fronteiriço e serviços de cultura para a população fronteiriça), turismo e eventos.

### Trabalhadores e profissionais
Corumbá acolhe um grande número de profissionais liberais, empreendedores e entidades ligadas ao agronegócio, indústria e comércio.
A população economicamente ativa na faixa etária que atinge dos 18 aos 65 anos, totaliza 40.582 pessoas (25.674 homens e 14.908 mulheres). É no setor terciário (especialmente comércio de mercadorias e prestação de serviços) que há maior fluxo de contratações empregaticias. O mercado de trabalho em Corumbá começou a se aquecer nos últimos anos em função da instalação do Pólo Gás-Químico (Termopantanal), do Pólo Siderúrgico da Rio Tinto e dos alto fornos construídos pela EBX. Todavia, apresenta alto índice de desempregados, na faixa dos 24,46%. A necessidade de buscar qualificação profissional e estudo de nível superior de cursos não disponíveis na cidade de Corumbá provoca a saída de jovens para centros produtivos maiores do estado e do país (principalmente Campo Grande, Brasília, Rio de Janeiro e São Paulo), provocando uma mudança no perfil demográfico constituído pela falta de mercado.

#### Potencial de consumo
O índice de potencial de consumo (IPC Maps, divulgado divulgado pela IPC Marketing Editora) mapeia o potencial de consumo dos municípios brasileiros baseado em dados divulgados por várias instituições oficiais, sendo utilizado atualmente por mais de 700 empresas e elabora um ranking classificando os 500 maiores municípios relativo ao poder de consumo, contemplando o perfil de consumo urbano e rural dos 5.565 municípios brasileiros. O município de Corumbá se manteve com o quarto maior poder de consumo no estado e no país caiu da posição 289 (0,05005) em 2013 para a posição 318 (0,04451) em 2014, caindo 29 posições no ranking nacional. A diminuição da movimentação comercial é de R$ 1,502 bilhão em 2013 para R$ 1,452 bilhão em 2014 e vê seu comércio encolher em 3,3%, resultando em R$ 50 milhões a menos em negócios.

### Agricultura e pecuária
Corumbá totaliza, segundo o CAGED, 568 estabelecimentos agropecuários. Com cerca de 10% da população vivendo na zona rural, o município tem no campo uma importante fonte de renda.
A produção agrícola baseia-se nas culturas do arroz, milho, mandioca, tomate, feijão, algodão herbáceo, banana e cana-de-açúcar. A produtividade ultrapassa as 15 mil toneladas anuais. As condições edafoclimáticas da região são favoráveis à agricultura, entretanto, apresenta algumas limitações em relação ao clima, principalmente no período chuvoso (dezembro a fevereiro), onde ocorrem veranicos (períodos secos); dificultando o sucesso da produção agrícola. Também são favoráveis à agricultura intensiva, mas a deficiência de água, em grande parte devida ao baixo índice pluviométrico, dificulta o sucesso da produção agrícola. Existem áreas inundáveis, bem como áreas semiáridas com dificuldade de estruturar um sistema de irrigação. Dessa forma não seria possível desenvolver culturas permanentes como é o caso de um grande número de espécies frutíferas. O município é o quinto produtor de lã e o quarto produtor de mel de abelha do estado. A região de Corumbá apresenta grande aptidão também para a pecuária, possuindo os maiores rebanhos ovinos, equinos e asininos de Mato Grosso do Sul. O rebanho bovino, que totaliza 1.811.254 cabeças, continua obtendo a 1ª posição entre os 5.564 municípios brasileiros.

### Indústria e mineração
Apesar de o setor industrial ser incipiente, a arrecadação por ele gerada supera os setores de pecuária e agricultura, característicos do estado como um todo. Segundo o CAGED, Corumbá tem um total de 146 indústrias de transformação e extrativas. Na cidade é representativa a produção de cimento, calcário, laticínios e os estaleiros.
Em razão da natureza das suas rochas, o Maciço do Urucum possui grandes reservas minerais. A exploração ali começou em 1930 e se destaca o manganês e o ferro. O manganês é extraído das minas subterrâneas do Maçiço do Urucum e o ferro a céu aberto. No caso do manganês, suas minas estão entre as maiores do mundo, podendo ser extraído 30 milhões de toneladas. No caso da Ferroligas, apenas é feito o beneficiamento do manganês. Corumbá é também maior produtora dos seguintes minérios: dolomito, cristal de rocha, areia, argila, água mineral, calcita ótica e industrial, cobre e mármore.
Outros ramos importantes além do minério são o entreposto de pescado, frigorífico de bovinos, produção de concreto, metalúrgica, produtos alimentícios, editorial e gráfica, madeira, perfumaria, sabões e velas, álcool etílico e vinagre.

### Comércio
Segundo o CAGED, a cidade soma 882 estabelecimentos comerciais, sendo 815 varejistas e 67 atacadistas. Em Corumbá há vários centros comerciais como galerias, supermercados, lojas de conveniências e mercearias. Corumbá cada vez mais chama a atenção de novas empresas, como as Lojas Americanas, entre outros. Do outro lado da fronteira há uma zona franca com vários centros comerciais e shopping centers (Dutty Free) que vendem produtos a preços bem mais baixos que do lado brasileiro, inclusive alimentos. Segue abaixo alguns estabelecimentos comerciais existentes em Corumbá:
Centros comerciais multilojas
Esse tipo de comércio é composto por centros de compras que contém vários estabelecimentos comerciais como lojas, lanchonetes, restaurantes, salas de cinema e caracterizado por ter infraestrutura fechada em relação à cidade. Atualmente vários comerciantes aceitam pagamento via cartão de crédito ou débito para oferecer uma série de produtos, como eletrônicos e vestuários. Em Corumbá há a Galeria Pantanal, e o Centro Comercial Popular
Centros de compras por atacado e varejo
Locais onde as pessoas compram variados produtos tais como alimentos e artigos variados no qual as pessoas fazem suas compras e não necessitam do auxílio de um vendedor, tendo contato com este somente no momento de passar as compras. Porém, no atendimento nas áreas de perecíveis (talho e padaria) é necessário um funcionário qualificado. Referencialmente está dividido em setores denominados: recebimento, estoque, retaguarda e frente de loja, podendo oferecer das mais diversas especiarias. Os principais centros em Corumbá são o Quadri (com três unidades na cidade), Atacado Fernandes (também com três unidades), Frutal Corumbaense e Cerealista Pantaneira
Lojas de conveniências e departamentos
Modalidades comerciais que muitas vezes funcionam em regime de franquia, muitas delas localizadas em postos de abastecimento, que representa uma forma de se criar uma receita adicional e também de atrair novos consumidores para estes lugares. Muitos dos quase cem postos de combustíveis de Dourados possuem lojas de conveniência. Normalmente as lojas de conveniência estão abertas 24 horas sem interrupção. Há ainda as Lojas Americanas, loja de departamentos que será inaugurada em 2015.
Outras demandas
Outros setores presentes na cidade são de eletrodomésticos, vestuário e gastronômico. 

## Turismo

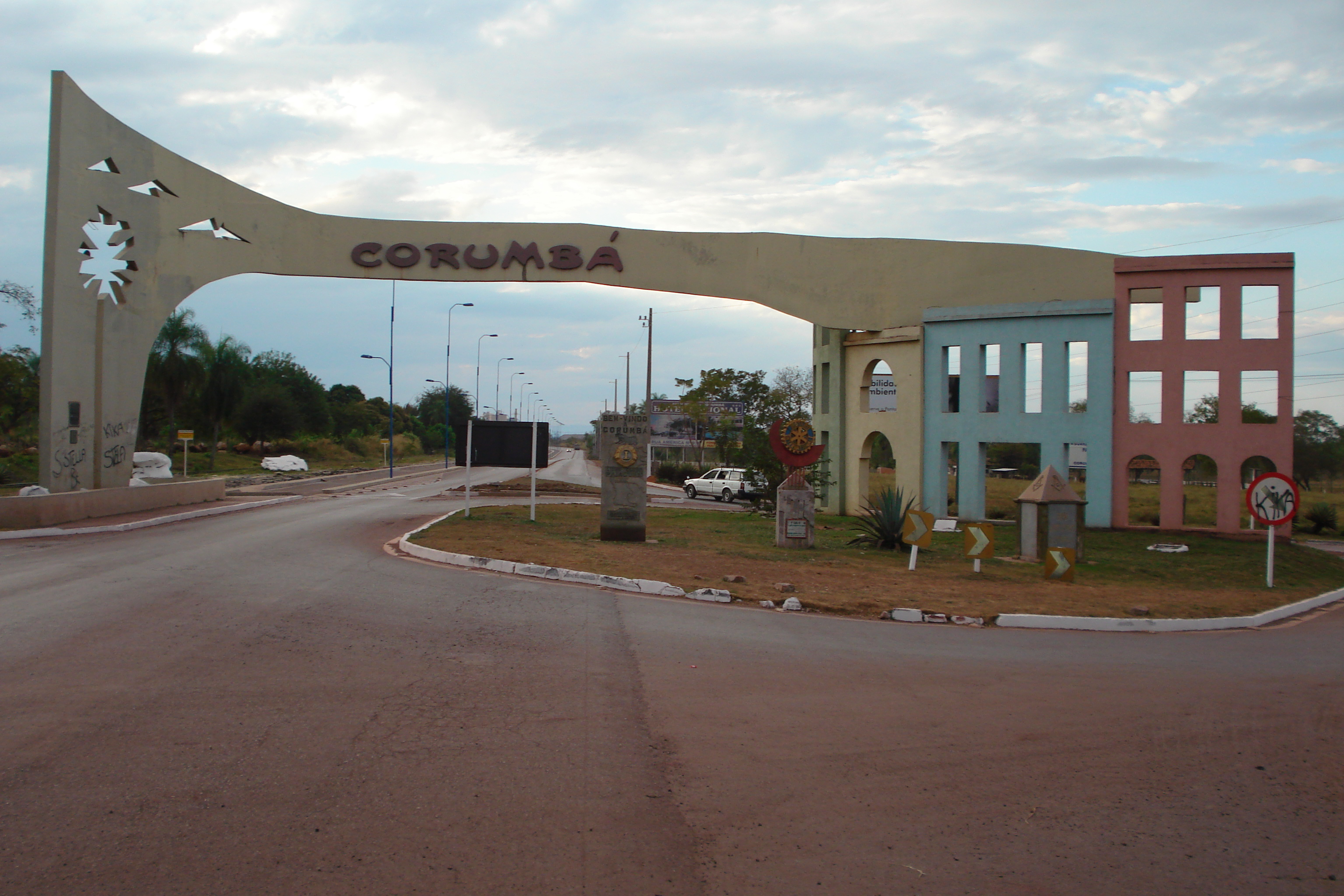
Pórtico de entrada de Corumbá.

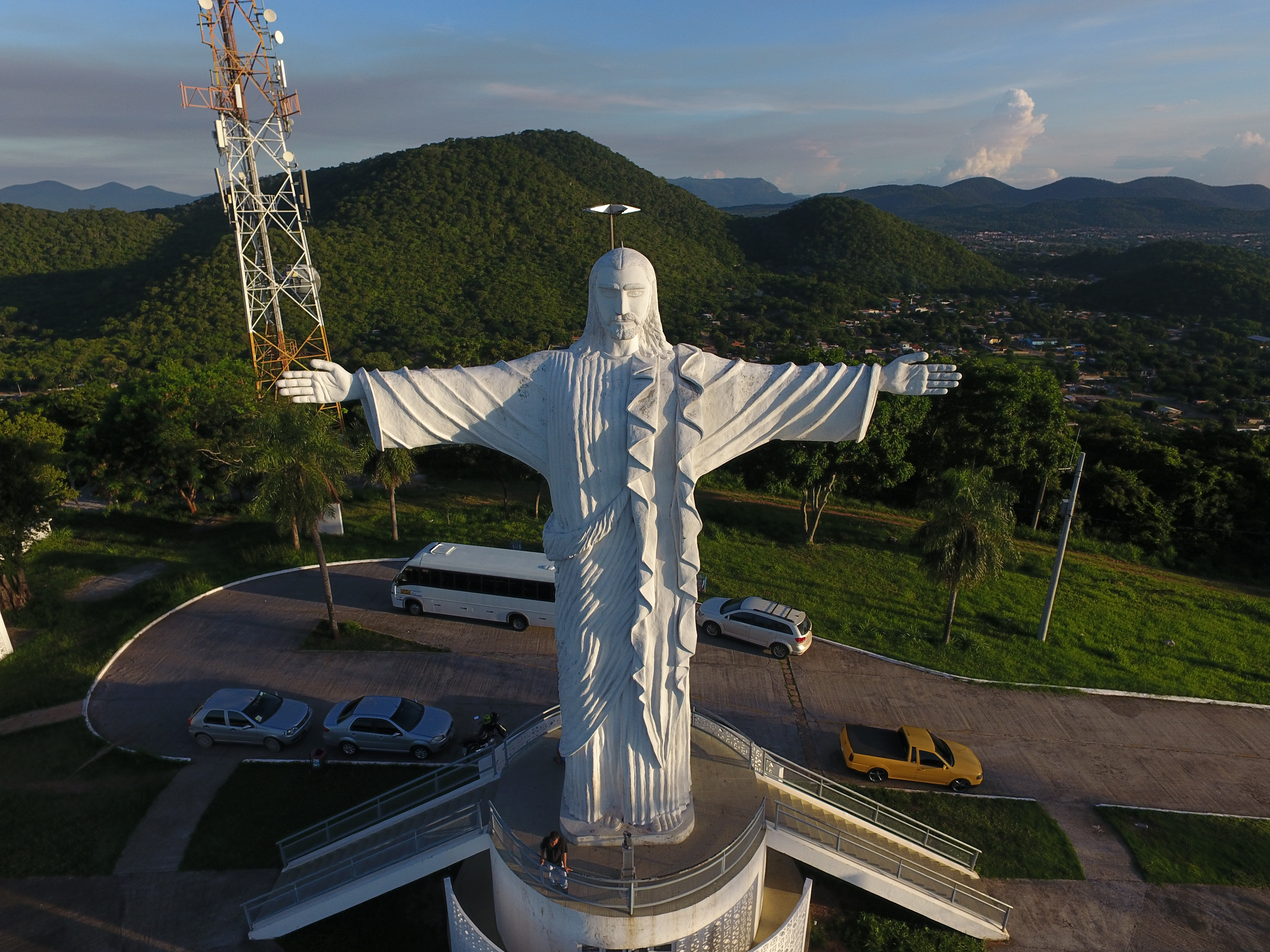
Cristo Rei do Pantanal, na Mirante São Felipe.

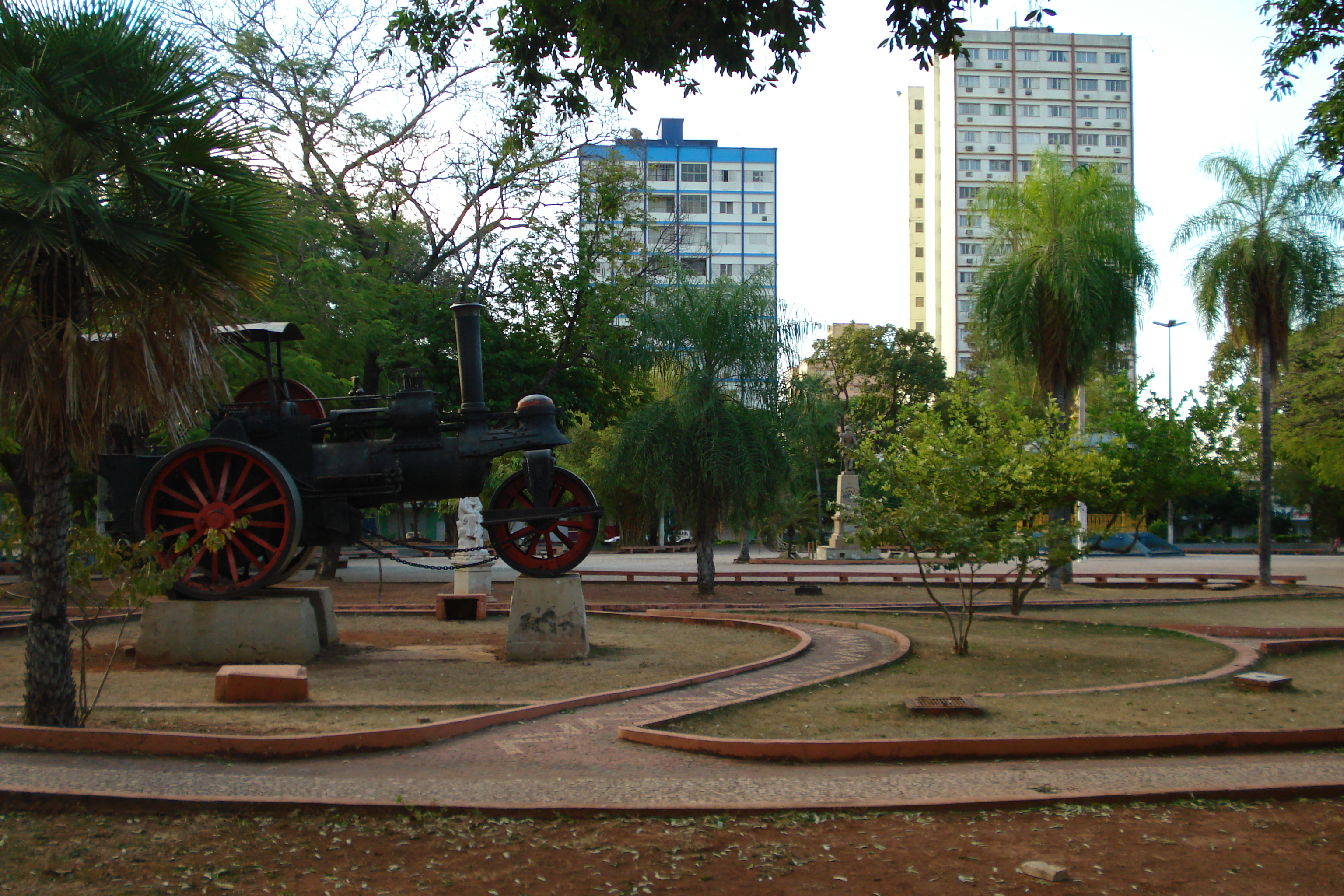
Jardim da Independência.

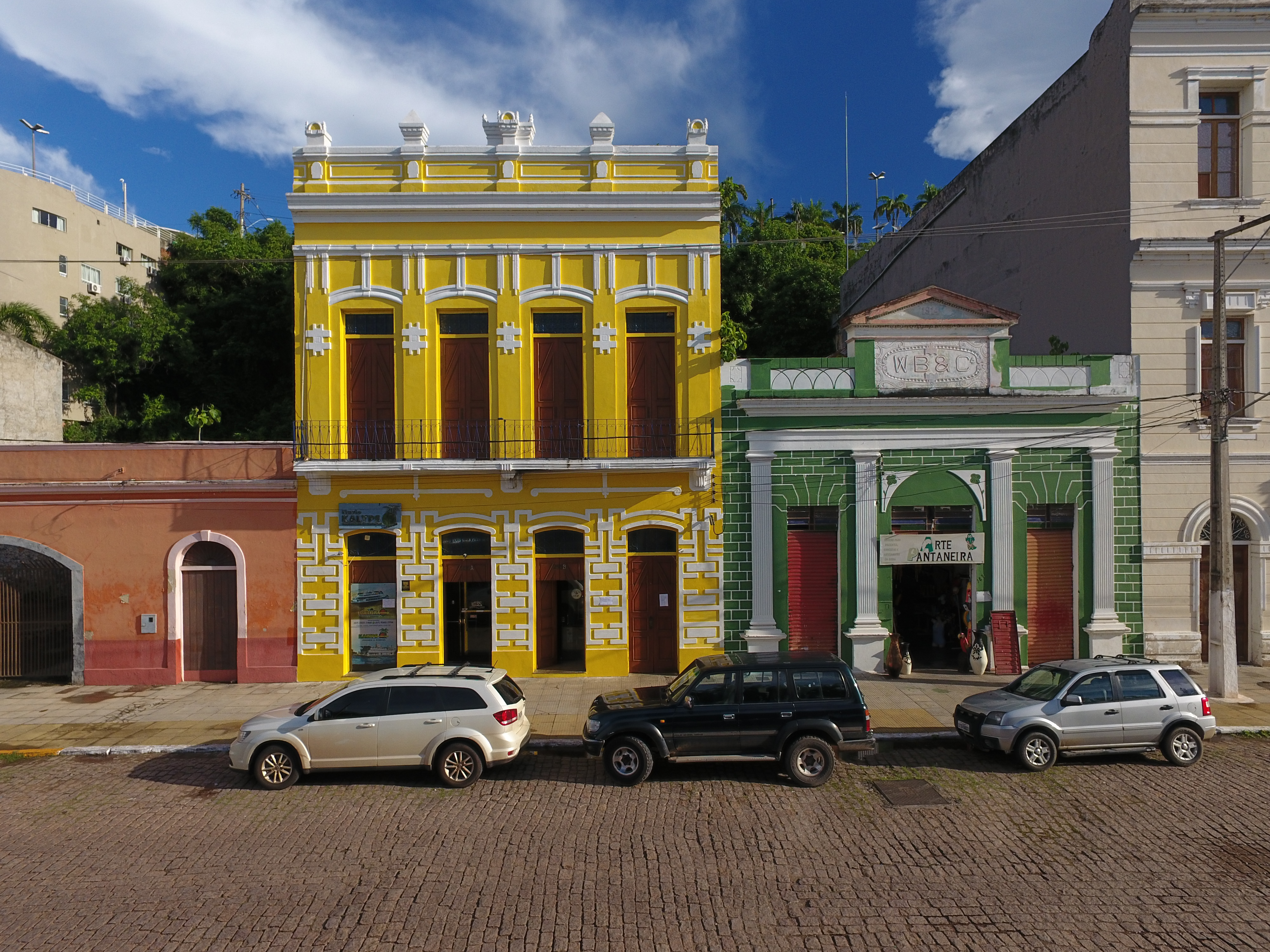
Prédios históricos no Porto Geral.

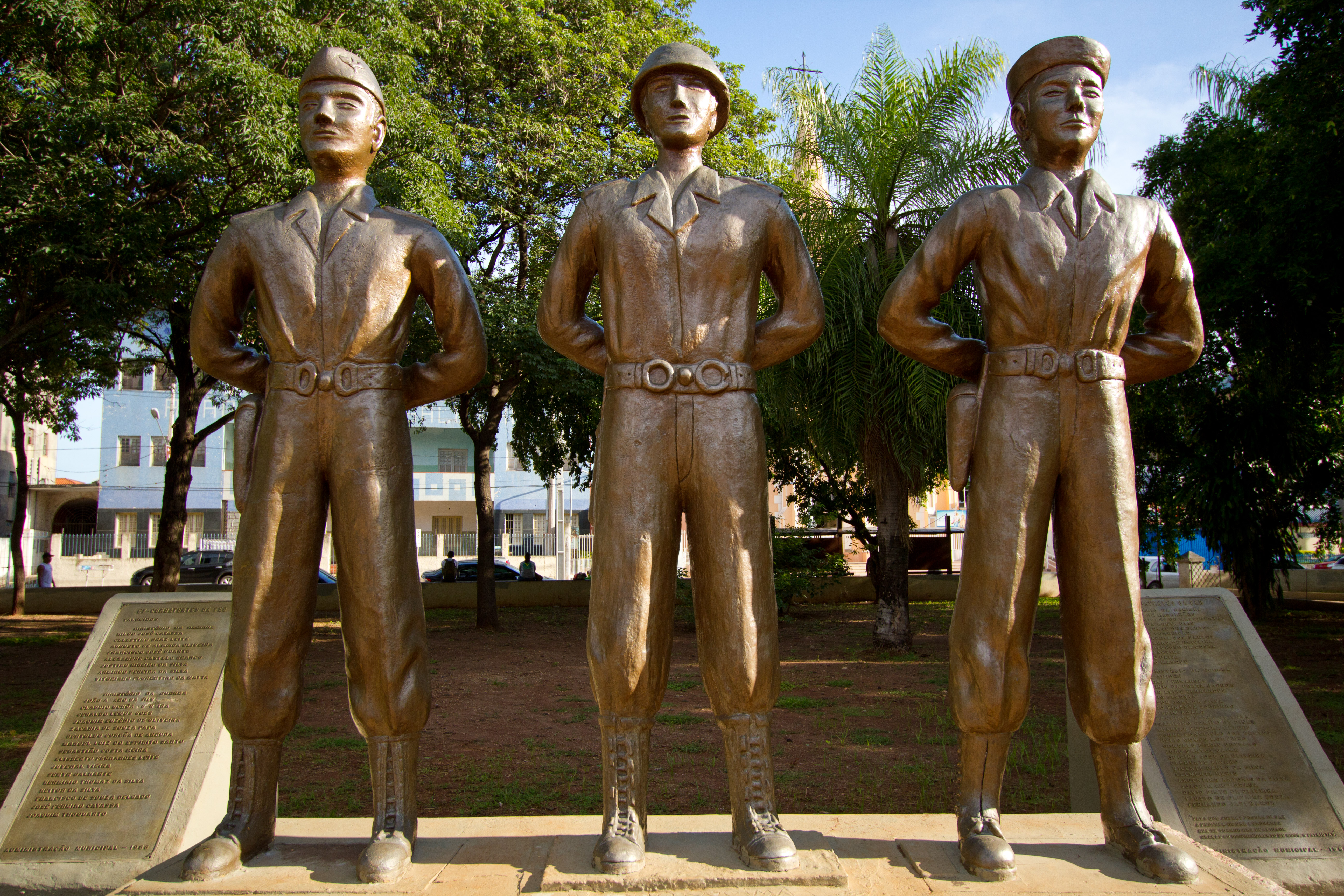
Monumento em homenagem aos heróis da II Guerra Mundial, no Jardim da Independência

Corumbá é a cidade do estado que mais recebe turistas, sendo conhecida como Cidade Branca pela coloração de seu solo, rico em calcário. Hoje, com o Pantanal ocupando 60% de seu território, é considerada a Capital do Pantanal, sendo também sua porta de entrada. O turismo vem ajudando a desenvolver o mercado de trabalho associado com a pesca esportiva. Está em estudo o lançamento do Capital do Pantanal Convention & Visitors Bureau.

## Cultura
Como parte do patrimônio cultural do Município de Corumbá, há a descoberta do fóssil do cnidário pré-histórico Corumbella wernerii. Esta espécie marinha possui cerca de 550 milhões de anos de idade, sendo datado do Período Ediacarano. A espécie é reconhecida como o primeiro ser vivo da história da evolução da vida a ter esqueleto. Isso coloca os fósseis encontrados em Corumbá entre os mais importantes já descobertos pela paleontologia mundial.
Com relação à cultura social, a corumbaense é composta de influências originárias dos estados e países de seus povoadores: entre as principais destas influências estão as culturas carioca, nordestina, paulista e sulista e de países como Itália, Síria, Palestina, Líbano, Bolívia e Paraguai. Ainda partilha a cultura do estado em que está inserido, o Mato Grosso do Sul. Nesse caso poderemos retornar ao passado recente na época em que a cidade sofreu a influência dos países do prata, herdando grande parte de seus costumes e hábitos, e no caso dali foi mais fácil pois a cidade era isolada geograficamente. Dessa época acabou conservando os seus prédios históricos de influência europeia, sua histórias, tradições e costumes. Atualmente a cidade é considerada o centro cultural mais adiantado do estado de Mato Grosso do Sul.

## Religião
Em Corumbá a religião predominante é a católica. Apesar disso, a religião evangélica cresce consistentemente, possuindo muitos adeptos e apresenta crescimento mais acentuado do que o catolicismo, especialmente na periferia. Como a maioria das cidades brasileiras, Corumbá começou a se desenvolver a beira de um rio e a sombra de uma igreja, sendo que algumas edificações se mesclam a história da cidade. Conforme o Censo de 2010 do IBGE, a população do município de Corumbá é formada por vários grupos religiosos. O maior deles são os cristãos, com 90,80% da população, que se divide em católicos e ortodoxos (65,14%), protestantes, sendo os evangélicos neopentecostais (15,47%) e evangélicos de missão (4,32%), restauracionistas (0,54%) e outras religiosidades cristãs (5,33%). Também estão presentes os grupos reencarnacionistas  (2,24%), africanos (0,75%), orientais ou asiáticas (0,40%), tradições indígenas (0,01%), não determinada e múltiplo pertencimento (0,39%) e os sem religião (5,43%).

### Cristãos
É de longe o maior grupo religioso presente no município de Corumbá, onde é composto por 90,80% dos seus habitantes.

#### Igreja católica e ortodoxa

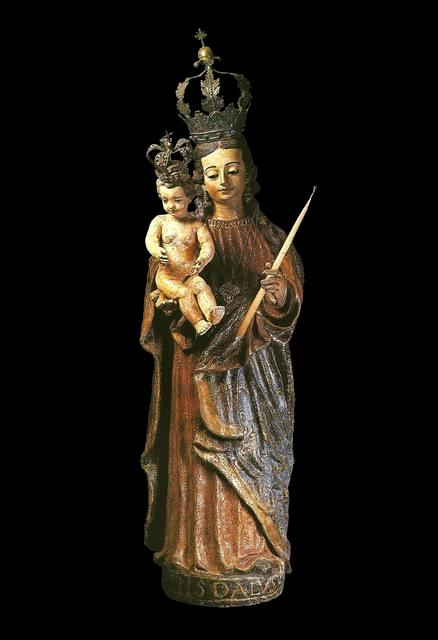
Exemplo de uma imagem de Nossa Senhora da Candelária, padroeira do município de Corumbá

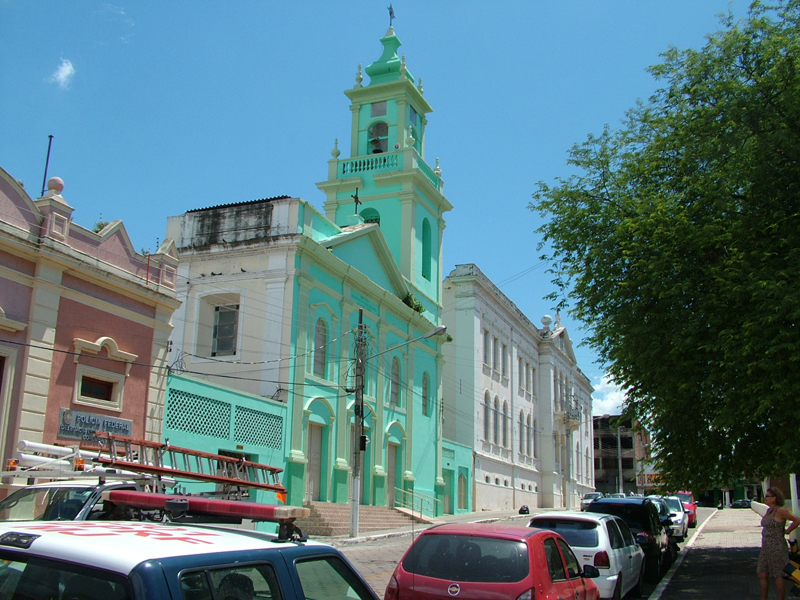
Vista da Igreja Matriz Nossa Senhora da Candelária, no município de Corumbá

Corumbá está localizada no país mais católico do mundo em números absolutos. A Igreja Católica teve seu estatuto jurídico reconhecido pelo governo federal em outubro de 2009, ainda que o Brasil seja atualmente um estado oficialmente laico.
A Igreja Católica reconhece como padroeira da cidade Nossa Senhora da Candelária. De acordo com a divisão resolvida pela Igreja Católica, o município de Corumbá pertence à Província Eclesiática de Campo Grande, mais precisamente à Diocese de Corumbá. Apesar de pertencer a Arquidiocese de Campo Grande, a Diocese de Corumbá foi fundada antes desta, tendo sido erguida em 10 de março de 1910, originando a Diocese de Campo Grande 47 anos depois em 10 de junho de 1957 e a arquidiocese 68 anos depois, em 27 de novembro de 1978. A diocese corumbaense foi a primeira do atual Mato Grosso do Sul a ser criada, originando direta e indiretamente as outras dioceses do estado citado. Seu atual bispo é, desde 2004, Dom Segismundo Martínez Álvarez. O município pertence à Circunscrições eclesiásticas da Regional Oeste I (que atende Mato Grosso do Sul) e é sede de nove paróquias. Com 65,14% da população, a igreja católica e ortodoxa em Corumbá é formado por representantes da Igreja Católica Apostólica Romana (64,91%), Católica Apostólica Brasileira (0,08%) e Católica Ortodoxa (0,15%).
Catedral
A Catedral de Nossa Senhora da Candelária está situada defronte à Praça da República, foi construída em 1885 pelo pregador imperial e Vigário da Vara, Frei Mariano de Bagnaia O.F.M. Cap., missionário italiano, natural de Viterbo que chegou ao Brasil, desembarcando no Rio de Janeiro, em março de 1847, dirigindo-se a seguir para o Estado do Mato Grosso. A igreja, segundo os historiadores[carece de fontes?], foi motivo de muita polêmica na época, porque o frade, julgando-se herói da Guerra do Paraguai, ao sobreviver às torturas impostas pelos paraguaios, decidiu construí-la para se auto-homenagear. O bispado não concordou e, diz a lenda, Mariano teria jogado uma praga, amaldiçoando a cidade à estagnação e pobreza. A igreja foi inaugurada dois anos mais tarde, com solenidade do ritual romano. Em seu altar destaca-se um brasão da Coroa portuguesa. Desde 1910 é a Catedral da cidade.

#### Igreja protestante
O município de Corumbá é representado por variados credos protestantes e reformados. Com 19,79% da população, a igreja protestante em Corumbá é formado principalmente por representantes das igrejas evangélicas de missão e evangélica neopentecostal, sendo este a maioria dos seus adeptos (15,47%).

##### Evangélicas de missão
Em Corumbá, de acordo com o censo de 2010, 4,32% da população declarou-se evangélica de missão. Desse montante estão a Igreja Adventista do Sétimo Dia (1,11%), a Igreja Batista (2,37%), a Igreja Presbiteriana (0,57%), a Igreja Evangélica Luterana (0,05%) e a Igreja Metodista (0,22%).
Templos
- Igreja Adventista de Corumbá
- Igreja Metodista em Corumbá – Quinta Província Eclesiástica
- Igreja Presbiteriana Renovada de Corumbá
- Igreja Presbiteriana do Brasil - Betânia
- Igreja Presbiteriana de Corumba
- Primeira Igreja Batista de Corumbá
- Igreja do Evangelho Quadrangular

##### Evangélicas neopentecostais
O município de Corumbá é representado por variados credos neopentecostais. Como já citado acima, de acordo com o censo de 2010, 15,47% da população declarou-se evangélica neopentecostal. Entre as evangélicas neopentecostais, encontram-se a Assembleia de Deus (5,66%), a Igreja Universal do Reino de Deus (2,09%), Congregação Cristã (0,68%), Igreja Pentecostal Deus é Amor (1,05%),  Igreja do Evangelho Quadrangular (2,89%), Igreja Evangélica Pentecostal O Brasil Para Cristo (0,05%), a Igreja Cristã Maranata (0,04%), Igreja Cristã de Nova Vida (0,10%), Comunidade Evangélica (0,08%) e outras (2,82%).
Templos
- Assembleia de Deus (Rua Cabral)
- Congregação Cristã no Brasil de Corumbá
- Igreja Pentecostal Deus é Amor – Unid Corumbá
- Igreja Universal do Reino de Deus
- Igreja Evangélica Shamayim-Rua São Carlos, 14-Maria Leite.

#### Restauracionista
Representado por 0,54% da população. Desse total, 0.01% da Igreja de Jesus Cristo dos Santos dos Últimos Dias (ou Mormon) e 0,53% da Testemunhas de Jeová.

#### Outros cristãos
Além dos citados acima, ainda há outros credos cristãos. De acordo com o censo de 2010, desses outros cristãos, 5% da população declarou-se evangélica não determinada e 0,33% de outras religiosidades cristãs.

### Outras denominações
O município de Corumbá é representado por variados credos. Na cidade existem também religiões de várias outras denominações. São elas:

#### Rencarnacionistas
Possui 2,24% do total local, sendo 0,02% Espiritualista e 2,22% Espírita.

#### Africanas
Com total de 0,75%, sendo 0,73% Umbanda, 0,01% Candomblé e 0,01% de outras declarações de religiosidades afro-brasileira.

#### Orientais ou asiáticas
Com 0,40% da população, se divide entre o Judaísmo (0,11%), Budismo (0,04%) e Islamismo (0,25%).

#### Tradições indígenas
As Tradições indígenas respondem por 0,01% da população.

### Não determinada
Opções não determinadas e de múltiplo pertencimento respondem por 0,39% da população, sendo os mal definidos respondendo por 0,22% e 0,17% dos que não sabem definir.

### Sem religião
O Grupo das pessoas sem religião respondem por 5,43% da população, sendo os não religiosos 5,20%, ateus 0,22% e os agnósticos 0,01%.

## Esporte
Possui vários equipamentos esportivos que impulsionam mais o turismo esportivo e atraem milhares de pessoas: um estádio, quatro ginásios e um time de futebol.

### Futebol
Informação sobre o futebol em Corumbá:
- Corumbaense Futebol Clube: clube que representa o município para as competições estaduais e nacionais. A sede do clube se situa na avenida General Rondon.
- Estádio Artur Marinho (Rua Delamare, 2.535, Bairro Dom Bosco - Mapa): o Campeonato Estadual e o Campeonato da cidade de Corumbá ocorrem neste espaço. Tem capacidade para 5 mil pessoas (sentadas), possui banheiros para o público masculino e feminino (dois de cada), alojamento para 40 pessoas (20 beliches) com 24 banheiros, 1 vestiário para os árbitros, refletores para jogos noturnos e ainda, 8 cabines para rádio e tv e banheiros para a imprensa. O campo é oficial como determina a FIFA. É um dos estádios mais modernos do Mato Grosso do Sul, batendo recordes de público do Campeonato Estadual. Em 2015, na semifinal contra o Ivinhema, o público foi de 5 020 pessoas. O último recorde registrado foi na final do Campeonato Estadual de 1984, onde 10.000 pessoas assistiram a vitória do Corumbaense sobre o Operário.

### Outras modalidades
Para outros esportes há os ginásios:
- Ginásio do Corumbaense Futebol Clube (Av. General Rondon, 1.338, Centro): O ginásio acomoda até 2 mil pessoas, possui uma quadra polivalente, seis sanitários masculinos e oito femininos, vestiário, alojamento para trinta pessoas, possui refletores para jogos noturnos e cantina.
- Ginásio Poliesportivo Lucílio de Medeiros (Rua Porto Carrero, 01, Centro): pertencente a FUNEC, possui vestiários, banheiros, alojamento para 40 pessoas (20 feminino e 20 masculino). Uma quadra coberta polivalente e 3 descobertas (basquete, futsal e tênis). Um campo de futebol, um campo de suíço, uma quadra de futebol de areia, duas pistas de caminhada e uma pista de skate. A capacidade da quadra coberta é de 3.500 mil lugares.
- Ginásio Dom Bosco (Rua 13 de Junho, Dom Bosco): Pertence a Escola Estadual Dom Bosco e acomoda até 1.300 pessoas.
- Ginásio do Riachuelo (Rua Frei Mariano, Centro): Pertence ao Riachuelo F.C. e acomoda mil pessoas.

## Política
A Constituição de 1988 determina um novo perfil a gestão de Corumbá, que passa a obter mais recursos financeiros do governo federal e adquire a si responsabilidades na saúde, educação e gestão ambiental. A política de Corumbá, através da legislação e gestão, desenvolve um papel importante através das ações que podem transformar seu destino nas áreas social, econômico, ambiental e territorial, já que a classe política (vereadores, deputados, senadores, prefeitos, governadores, ministros e presidentes) é detentor de poder. Nos últimos anos está havendo uma preocupação maior em criar mecanismos eficientes para definir a importância de Corumbá nas escalas estadual, nacional e mundial, através das ações políticas que foram desenvolvidas para esse fim. Com toda a aparelhagem legal disponível, dispõe de instrumentos que permitam a gestão do território ou que auxilie os grupos sociais organizados de forma eficiente nas reivindicações, visto que há leis para essa finalidade.

### Poderes

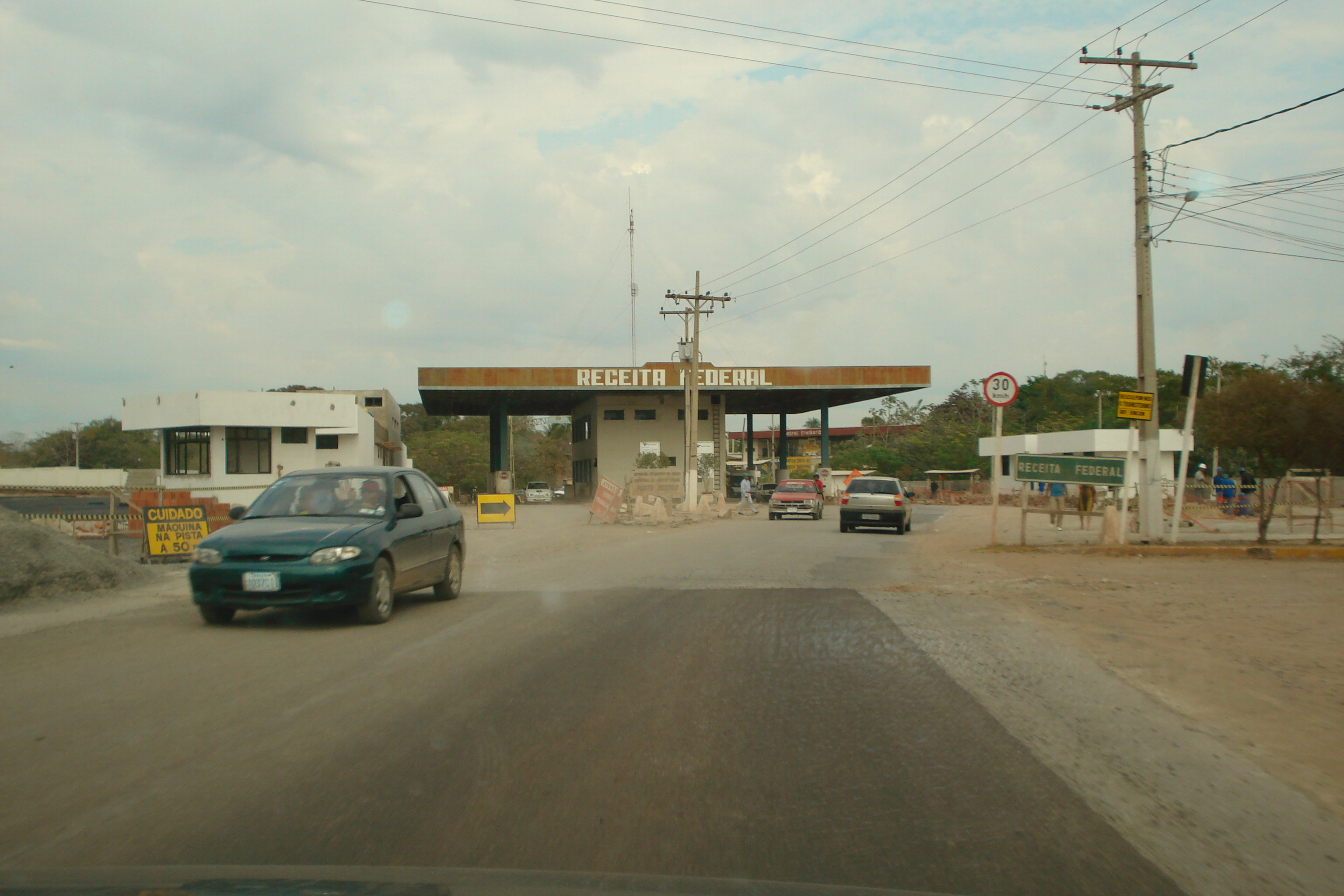
Receita Federal situada na linha divisória entre Brasil e Bolívia.

#### Legislativo
O poder legislativo em Corumbá é representado pela Câmara de Vereadores, que são responsáveis pela apreciação e aprovação de leis municipais. A cidade é representada por um total de 15 vereadores.

#### Executivo
O poder executivo em Corumbá é representado pelo prefeito, vice-prefeito e secretários municipais, que são responsáveis pela promulgação e aplicação das leis municipais. A gestão do prefeito torna-se mais fácil para o mesmo quando recebe apoio dos vereadores.

#### Judiciário
O poder judiciário em Corumbá é representado por seis Varas da Justiça Estadual de Mato Grosso do Sul, uma Vara da Justiça Federal da 3ª Região e uma Vara do Trabalho da 24ª Região, que são responsáveis pelo julgamento dos processos judiciais em primeira instância. Em segunda instância, os processos são remetidos aos respectivos Tribunais, localizados em Campo Grande (Justiça Estadual e Justiça do Trabalho) ou São Paulo (Justiça Federal).

## Cidades-irmãs
Corumbá possui, ao menos, três cidades-irmãs oficiais:
- Dunquerque, França
- Pisa, Itália
- Várzea Grande, Brasil